# 北海道テレビ放送
北海道テレビ放送株式会社（ほっかいどうテレビほうそう、英: Hokkaido Television Broadcasting Co.,Ltd.）は、北海道を放送対象地域とするテレビジョン放送事業を行っている特定地上基幹放送事業者である。略称はHTB。通称は北海道テレビ。
コールサインはJOHH-DTV、リモコンキーIDは「6」。
ANN/テレビ朝日ネットワーク系列に属する。

## 概要

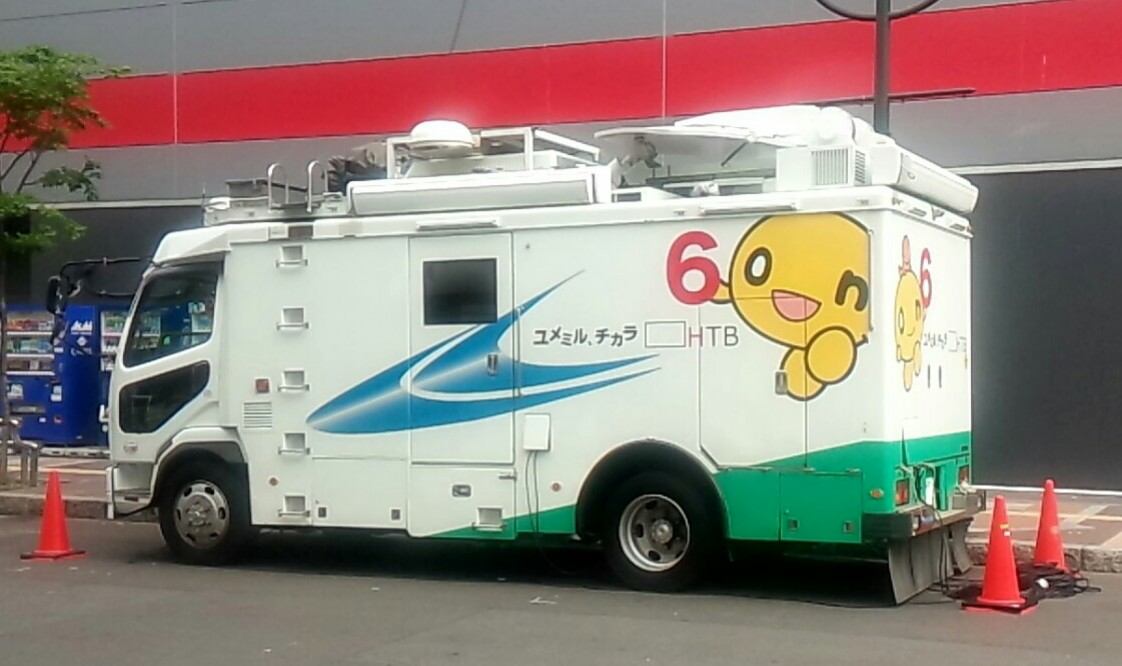
北海道テレビ放送（HTB）の中継車

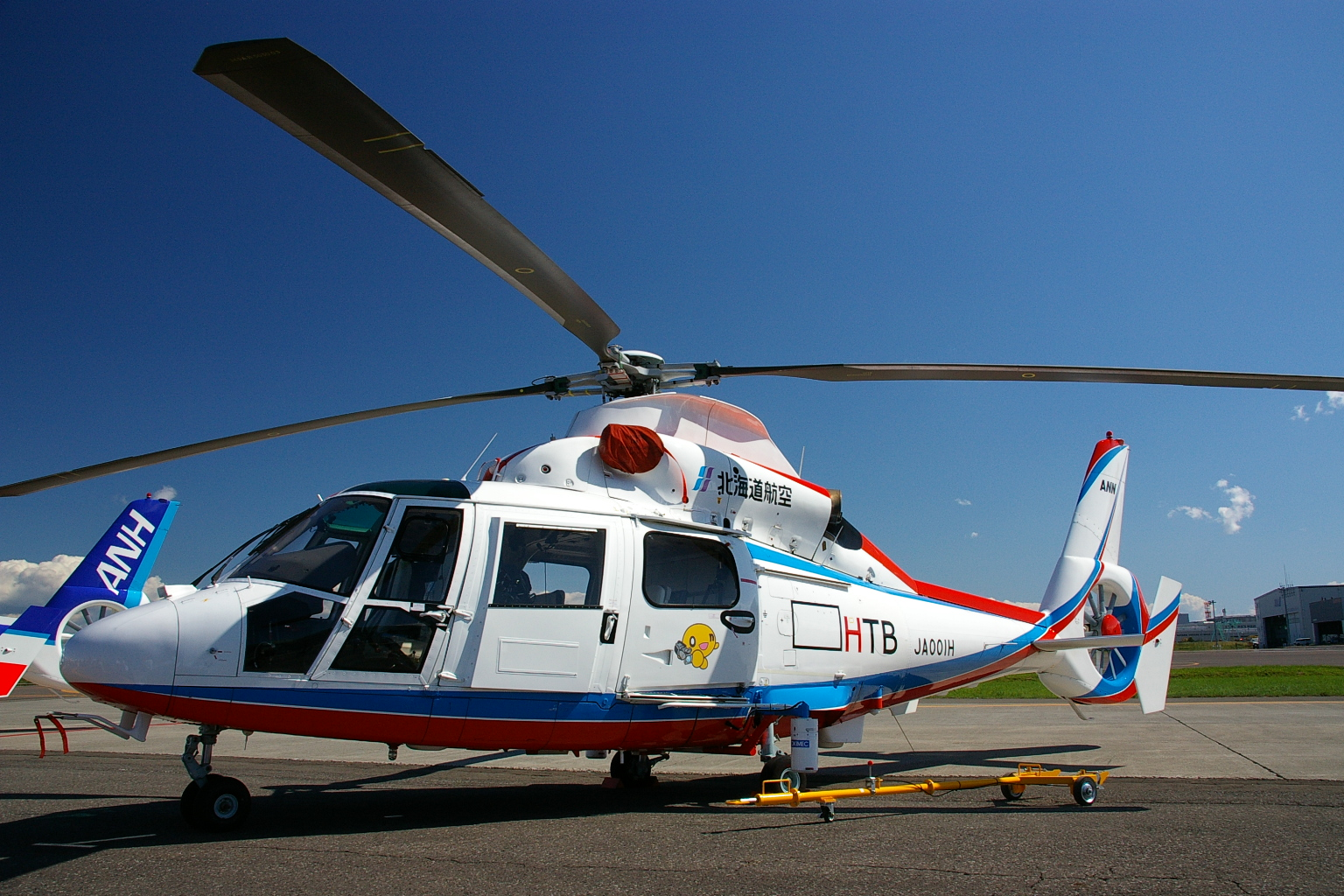
取材ヘリ（ユーロコプタードーファン）。北海道航空が運行

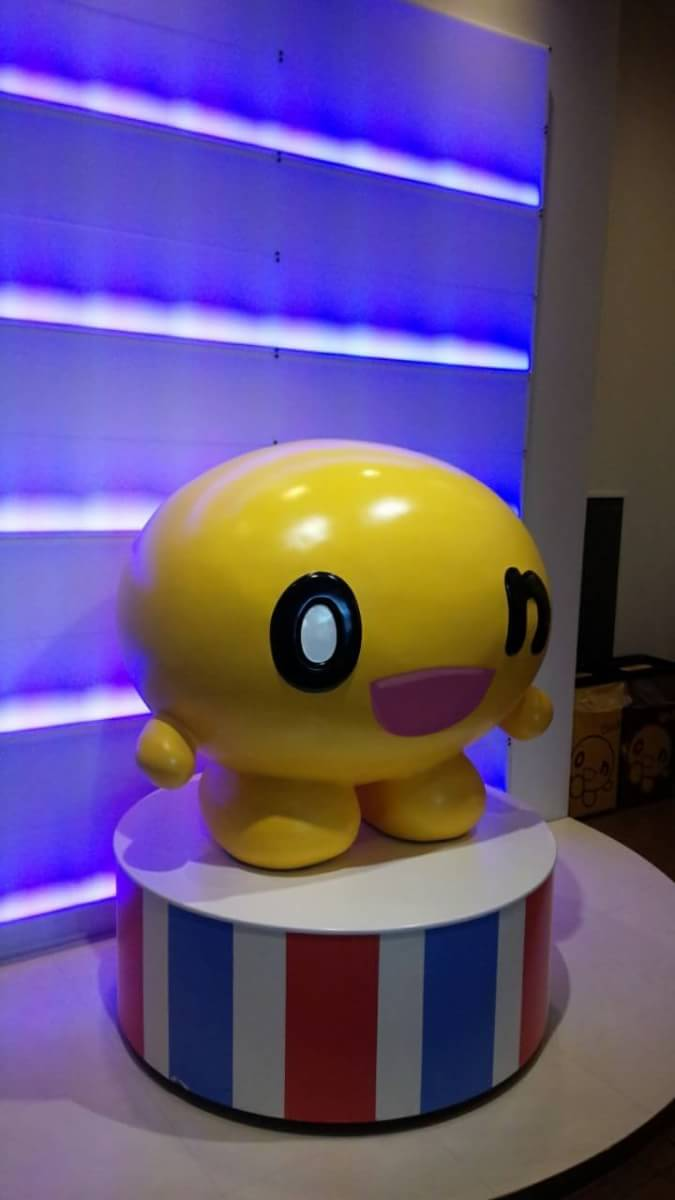
マスコットキャラクターの「onちゃん」

在京キー局の系列局では初の大出力UHFテレビ局であり、郵政省が行ったUHF局に対する大量免許交付時代の開局である。番組表データ放送「ADAMS」の北海道地区配信局であった（2006年（平成18年）2月28日をもってサービス終了）。HTBでは地域情報も提供し、「CLARK」という名称が付けられた。
使用されている放送設備は開局当初からNEC製が多い。汎用中継車と創世スクエア各スタジオのテレビカメラは池上通信機製である。また、HDノンリニア編集システムにはカノープスHDWS-1000システムを採用している。
テレビ朝日系列で数少ない予報業務許可事業者である（愛媛朝日テレビ、秋田朝日放送も同様）。
エフエム北海道（AIR-G'）の開局当初からの大株主の一つであり、HTBアナウンサーによる番組『らぢおHTB』をAIR-G'で放送したり、『水曜どうでしょう』のロケをAIR-G'社内で行うなど、交流がある。また、FM NORTH WAVEの開局当初はともに地崎工業（現岩田地崎建設）が大株主だったこともあり、その関係で『TV-north』を同時放送したり、HTB主催のスノーボードイベント『TOYOTA BIG AIR』の中継レポートをNORTH WAVEで放送していた。なお、NORTH WAVEの現在の親会社である北の達人コーポレーション札幌本社はHTB本社と同じさっぽろ創世スクエアに入居している。
マスコットキャラクターは「onちゃん」、「noちゃん」、「okちゃん」など。キャッチフレーズは「ユメミル、チカラ」。
『水曜どうでしょう』や『おにぎりあたためますか』など、制作番組の系列局や独立局への番組販売も行っている。また、制作番組やonちゃん関連のグッズ（DVDなど）の販売も積極的に行っており、放送外収入は売上の1割超を占めている。特に『水曜どうでしょう』のDVD「水曜どうでしょうDVD全集」は、累計出荷数は500万枚を突破しており、オリコン週間DVDランキング1位を「バラエティ・お笑い」ジャンルでは最多となる14作品で獲得している。
視聴率は2024年の上期年度世帯視聴率で三冠（全日・ゴールデン・プライム）を初めて達成したのに続いて年間世帯視聴率でも四冠（全日・ゴールデン・プライム・ノンプライム）を初めて達成した。特に年間の全日帯は昨年まで31年連続でSTVが達成していた。

## 本社・支社所在地
- 本社・演奏所 - 〒060-8406 札幌市中央区北1条西1丁目6番地 さっぽろ創世スクエア（1F/総合受付（タリーズコーヒー併設）、2F～7F/本社オフィス・スタジオ）
- 旭川支社 - 旭川市1条通9丁目50-3　旭川緑橋通第一生命ビル（〒070-0031）
- 函館支社 - 函館市本町7-18 道銀・住友生命ビル（〒040-0011）
- 帯広支社 - 帯広市西3条南10丁目32 日本生命帯広駅前ビル（〒080-0013）
- 釧路支社 - 釧路市富士見1丁目5-27（〒085-0832）
以前は釧路市役所に近い、釧路市錦町5丁目に所在したが、2015年（平成27年）に現在地に移転。
朝日新聞釧路支局と同一のビルに入居。
- 東京支社 - 東京都中央区築地5丁目3-2 朝日新聞東京本社新館（〒104-8011）
- 関西支社 - 大阪市北区中之島2丁目3-18 中之島フェスティバルタワー（〒530-0005）
- 北見支局 - 北見市北6条西6丁目　カメラハウス（〒090-0046）
- ANNロンドン支局（特派員を派遣している）
- 過去には、マニラとウラジオストクにも支局を開設していた[9]。

## 資本構成
企業・団体の名称、個人の肩書は当時のもの。出典：

### 2021年3月31日
| 資本金      | 発行済株式総数 | 株主数 |
| ----------- | -------------- | ------ |
| 7億5000万円 | 1,500,000株    | 19     |

| 株主                       | 株式数    | 比率   |
| -------------------------- | --------- | ------ |
| 朝日新聞社                 | 287,000株 | 19.13% |
| テレビ朝日ホールディングス | 253,000株 | 16.87% |

## 沿革

### 南平岸時代

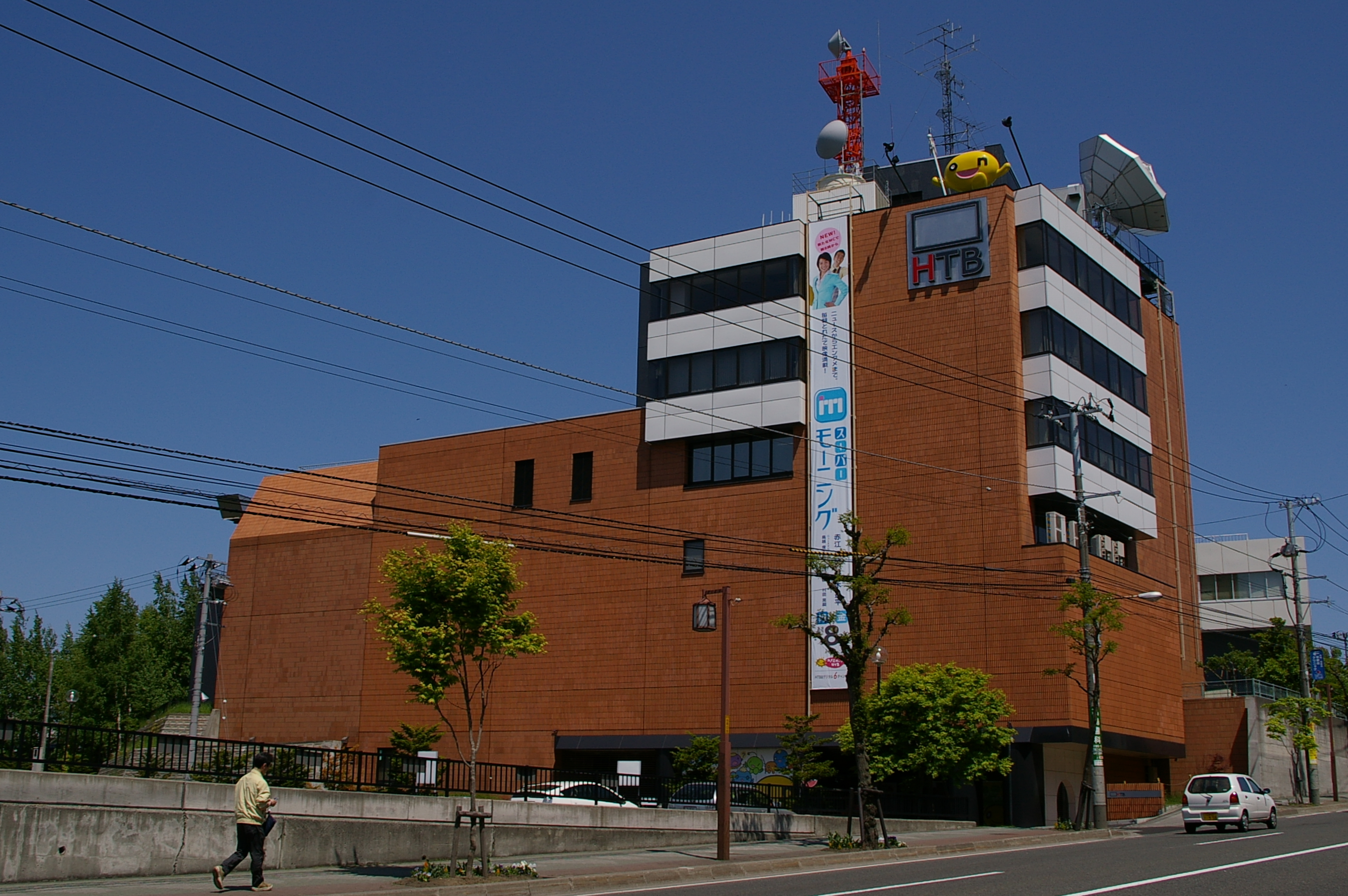
札幌市豊平区平岸にあった旧HTB本社社屋

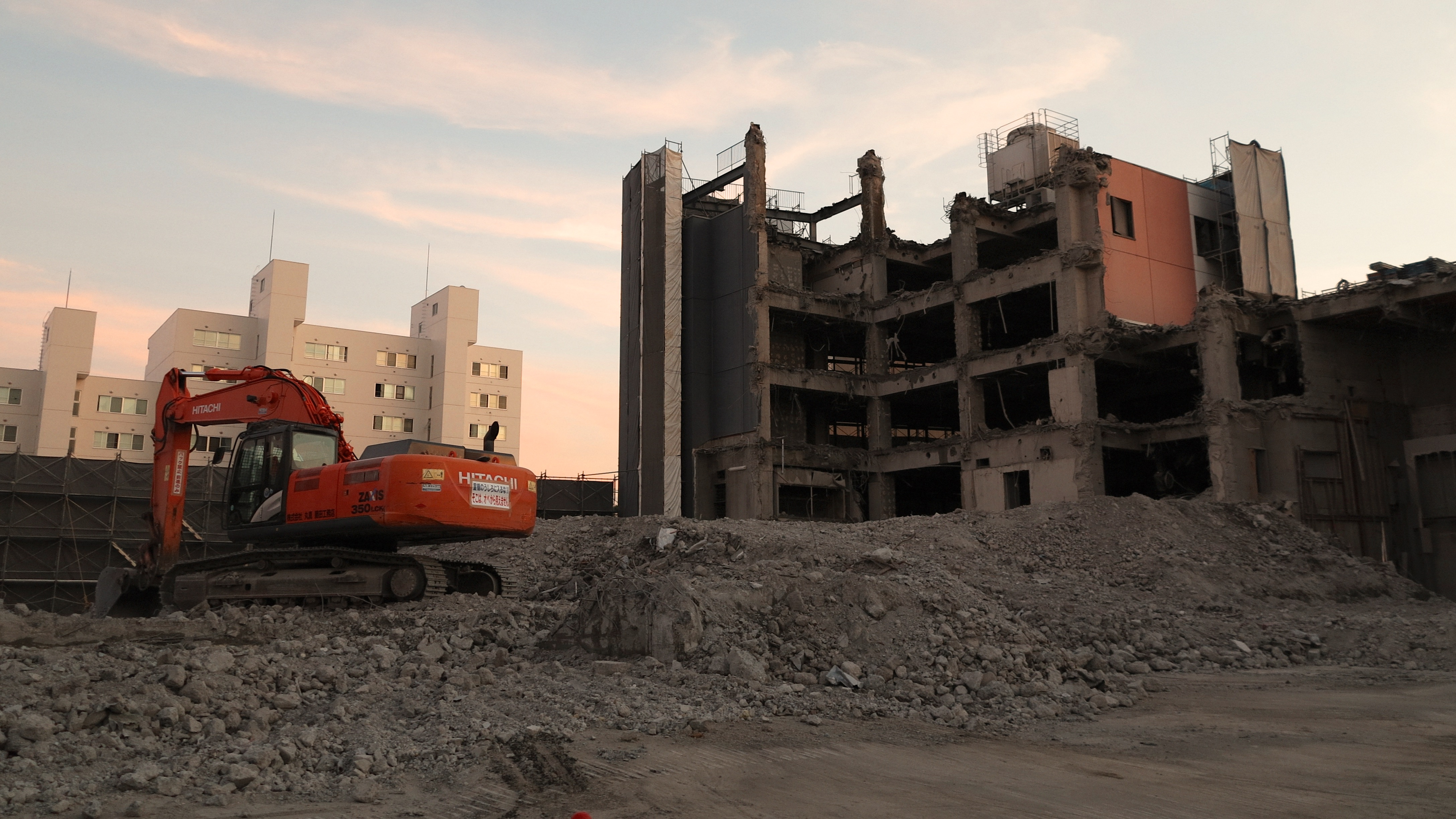
解体される旧HTB本社社屋

開局から2018年（平成30年）9月まで、社屋は、札幌市豊平区平岸4条13丁目10-17、業務センターは札幌市中央区北1条西3丁目の井門札幌ビル内にあった。南平岸時代は、社屋の最寄り駅である札幌市営地下鉄南北線南平岸駅（開業当初は「霊園前駅」）の次駅案内スポンサーになっていた。
HTBが開局するまでの間、北海道地区での日本教育テレビ（NET、現在のテレビ朝日）の番組は、NETが放送を開始した1959年（昭和34年）から札幌テレビ放送 (STV) が放送していた。これはSTVが準教育局として免許を受けたためで、午前中の学校放送のほか、午後のNETニュース（『朝日新聞ニュース』の題名で放送）等をネットしていた。しかし、学校放送と一般番組を抱き合わせにしてのネット拡大に動いたNETの方針にSTVが反発。これにより1962年（昭和37年）以降、NETの番組は学校放送も含め、北海道放送（HBC） が優先してネット受けすることとなり、STVはフジテレビ系列の番組を大幅に増やし、フジテレビの「7都市基幹ネットワーク」方針に乗り一気にクロスネット化が進む。これによって道内ではHBCがTBS系とNET系の番組を、STVが日本テレビ系とフジテレビ系の番組を放送することとなる。
一方、UHFによるテレビ局の大量免許発行の知らせを聞いた北海道財界は相次いで新放送局の設立に向けて動きだし、UHF化の方針以前となる1962年（昭和37年）から申請していた大川博（当時・東映社長）らによる「北海テレビ」をはじめ、島本融らによる「北海道読売テレビ」・寿原正一らによる「テレビサッポロ」・美土路昌一と地崎宇三郎らによる「北海道朝日放送」・佐藤貢らによる「北海道社会教育放送」などが競願する状態となったが、その後岩澤靖（当時・札幌トヨペット社長）・岩田厳（当時・岩田建設社長）が「道民放送」として1967年5月に7番目となる申請を行い、地崎宇三郎による仲介により競願していた他社と一本化し「北海道テレビ放送」が設立された。
この時、当時北海道に拠点局が無かったフジテレビとNETの双方から系列入りの勧誘を受けたが、HTBはSTVと繋がりがあったフジテレビよりも、熱心に開局手続きまでバックアップをしたNETを選択した。ただ、HTB開局後もしばらくの間、NETの一部番組はHBC・STVで、朝日新聞ニュースはSTVで放送されていた。また、北海道文化放送（UHB）が開局するまでは、STVの編成枠が埋まり、放送できなくなったフジテレビ系の番組を一部放送していた。なお、HTBには朝日新聞の他に読売新聞の資本も入っており、開局準備段階では札幌テレビの編成から外れた日本テレビ系の番組を火曜・木曜のゴールデンタイムに編成することも検討されていた他、開局後の数年間はタイアップを行っていた時期もあり、現在でも読売新聞のCMが時折放送されているものの、1973年（昭和48年）以降、読売新聞はSTVとの関係を強めていった。また、開局以来、HTBでは『読売新聞ニュース』を放送していない。
開局当時視聴にはUHF受信の為に変換機が必要であり、開局前には古河電気工業との共同開発によりテレビ受像機の裏に取り付けられ10円玉で簡便に調整が可能な構造で札幌地区の場合VHF10チャンネルへの変換を行う機能を施した1個2,700円の簡易型UHFコンバーター「SIコンバーター」の製造に着手、愛称のSIは初代社長の名前を取り「Single Iwasawa」の略とし、親会社となる岩澤グループ各社の全面支援のもと強力に普及を進めた。開局時の受信数は、82,490台。しかし開局直前には供給不足に陥り、札幌第一高等学校の教室を借りて女性パートを集め道央と函館地区向けのコンバーターを現地生産して対応にあたり、更に生産が軌道に乗り倉庫が不足すると札幌第一高校の一室・古河電工の倉庫・HTB本社3階を臨時倉庫として使用、また地元の電器商組合からコンバーターの一社独占は不当であるとの抗議があり組合側もSIコンバーター同様の単一チャンネル型の簡易コンバーターの販売を開始し、これらの相乗効果により北海道内のUHFコンバーターの普及率は全国一となり、HTBによるコンバーター販促活動は1969年末まで続けられた。
また、1989年（平成元年）10月にテレビ東京系列のテレビ北海道 (TVh) が開局するまでは、『土曜競馬中継』、『演歌の花道』、『ザ・スターボウリング』、『キャプテン翼』などといったテレビ東京系の人気番組が番組販売やスポンサードネットの形で放送していた。
開局当初は免許交付の条件として教育・教養番組30％以上が付いていたが、1973年（昭和48年）の再免許交付で総合番組局となった。
HTB初代社長であった岩澤靖は、HTBのほかにトヨタ自動車系カーディーラーの「札幌トヨペット」、「トヨタカローラ道都」、「トヨタオート南札幌」、レンタカー事業を行う「トヨタレンタカー新札幌」、ハイヤー・タクシー会社の「金星自動車」、「学校法人希望学園」、「札幌大学」を創設し初代理事長を務めるなど数々の企業や学校法人を経営。一時期は「岩澤コンツェルン」といわれるほどの一大企業グループを築き、政商としても名をとどろかせていたが、のちに株投機の失敗により、親会社の札幌トヨペットが経営破綻。1981年（昭和56年）には子会社のHTBも影響を受け連鎖倒産の危機におちいったが、テレビ朝日や朝日新聞などの朝日新聞系列各社がHTBに救済出資し、倒産の危機を免れたのを契機に朝日新聞系列各社との結びつきが強い放送局となる。その後、1996年（平成8年）に放送を開始した『水曜どうでしょう』などの自社制作の深夜番組が人気となり、現在に至る。

#### 年表（南平岸時代）
- 1967年（昭和42年）
  - 11月1日 - 予備免許交付。
  - 12月1日 - 創立。
- 1968年（昭和43年）
  - 4月18日 - 平岸地区にて初代本社着工[16]。
  - 5月20日 - 第1回株主総会を開催。代表取締役社長に岩澤靖が就任[18]。
  - 9月17日 - 日本教育テレビとネットワーク調印[16]。
  - 9月30日 - 南平岸の初代本社が竣工[16]。
  - 10月1日 - 簡易型コンバーター「SIコンバーター」販売開始[16]。
  - 10月5日 - 東京支社を築地の清華ビルに開設[18]。
  - 10月7日 - 本免許交付。このときは、教育・教養番組30％以上の条件付きであった[18]。
  - 10月29日 - サービス放送開始[16]。
  - 11月3日 - アナログテレビ（コールサイン：JOHH-TV）本放送開始。本放送開始時の送信所は札幌送信所のみ。
  - 12月15日 - 小樽中継局を開局。初の中継局であり、アナログ放送はVHF。
  - 12月24日 - 旭川送信所を開局。
  - 12月26日 - 札幌送信所で放送事故発生。5時間停波した[16]。
- 1969年（昭和44年）
  - 2月3日 - オープニング・クロージング放送開始。
  - 4月1日 - 関西支社を中之島の朝日新聞ビルに開設[18]。
  - 5月26日 - 札幌送信所で放送事故発生、みぞれと強風による悪天候に伴い同軸管が接触不良を起こし焼損、15時間34分停波した[19]
  - 11月26日 - 網走送信所を開局。
  - 11月27日 - 帯広送信所を開局。
  - 11月28日 - 釧路送信所を開局。
  - 12月1日 - 室蘭送信所を開局。
  - 12月2日 - 函館送信所を開局。
- 1970年（昭和45年）
  - 1月1日 - ANN発足と同時に加盟。全国ニュースが『ANNニュース』表記となる[注釈 19][18]。
  - 10月22日 - カラー放送に対応した中継車を導入[16]。
- 1971年（昭和46年）
  - 10月15日 - カラーフィルム現像所が完成。自社制作『二ュースロータリー』は、12月1日からカラー放送を実施[18]。
  - 11月16日 - さっぽろ地下街ポールタウンに「HTBコーナーu」を開設。名称はUHF、ユニーク（Unique）、あなた（You）をあわせたものとした[20]。
- 1973年（昭和48年）
  - FMラジオ放送の免許を申請。
- 1976年（昭和51年）
  - 10月1日、旭川支社を開設[18]。
- 1977年（昭和52年）
  - 道内民放初となる、ENGシステムを導入。
  - 釧路支社を開設[18]。
- 1979年（昭和54年）
  - 8月1日 - マスコットキャラクター『くん太』使用開始[注釈 20]。
  - 函館支社を開設[18]。
- 1980年（昭和55年）
  - 6月14日 - 新館着工[21]。
- 1981年（昭和56年）
  - 3月11日 - 岩澤の株投資の失敗により、親会社の札幌トヨペットが経営破綻し、経営危機に陥る。19日、岩澤靖は辞職。29日、小林幸雄が社長に就任[18]。
  - 11月16日 - 新館竣工[注釈 21][22]。
- 1983年（昭和58年）
  - 11月3日 - 音声多重放送開始（札幌地区＝石狩・空知・後志各支庁の大部分、及び胆振支庁の苫小牧市と勇払郡＝のみ）。
- 1989年（平成元年）
  - SNGシステム導入。
- 1996年（平成8年）
  - 8月21日 - 札幌エレクトロニクスセンター（現・さっぽろ産業振興財団）の「OROPPAS」に参加する形で道内民放初のウェブサイト「ネットワーク35バーチャルHTB」を開設、9月9日には自社サーバーによるウェブサイトを開設[23]。
- 1997年（平成9年）
  - 11月6日- 道内民放初の字幕放送の開始。
  - 12月1日 - マスコットキャラクター『onちゃん』使用開始。
- 1998年（平成10年）
  - 1月16日 - 日本初となる、地域データ放送「CLARK on ADAMS」開始。
- 1999年（平成11年）
  - マスター更新（NEC製。2005年（平成17年）内にアナログ放送の送出機能をそのまま残して地上デジタル放送対応に改修）。
- 2001年（平成13年）
  - 3月3日 - CREATIVE OFFICE CUEとの共同制作映画「man-hole」（鈴井貴之監督、安田顕主演）が公開[24]。
- 2006年（平成18年）
  - 1月1日 - ロゴを現行のものに変更。
  - 6月1日 - 札幌地区で地上デジタル放送開始。
- 2007年（平成19年）
  - 10月1日 - 函館・旭川・室蘭・帯広・釧路・網走地区で地上デジタル放送開始。
- 2011年（平成23年）
  - 7月24日 - 地上デジタル放送への完全移行により、アナログ放送を終了。
- 2012年（平成24年）
  - 4月2日 - 動画配信サービス「HTB北海道onデマンド」（現・hod[25]）を開始[26]。
- 2018年（平成30年）
  - 9月6日 - 北海道胆振東部地震発生、地震発生直後より自家発電での放送に切り替わったが一時的に停波する放送事故が発生。
  - 9月14日 - 南平岸社屋および業務センターの業務を終了・閉館[27]。
  - 9月17日 - 2時25分（16日深夜）から放送された特別クロージングを以って、南平岸社屋からの放送を終了[28]。

### さっぽろ創世スクエア時代

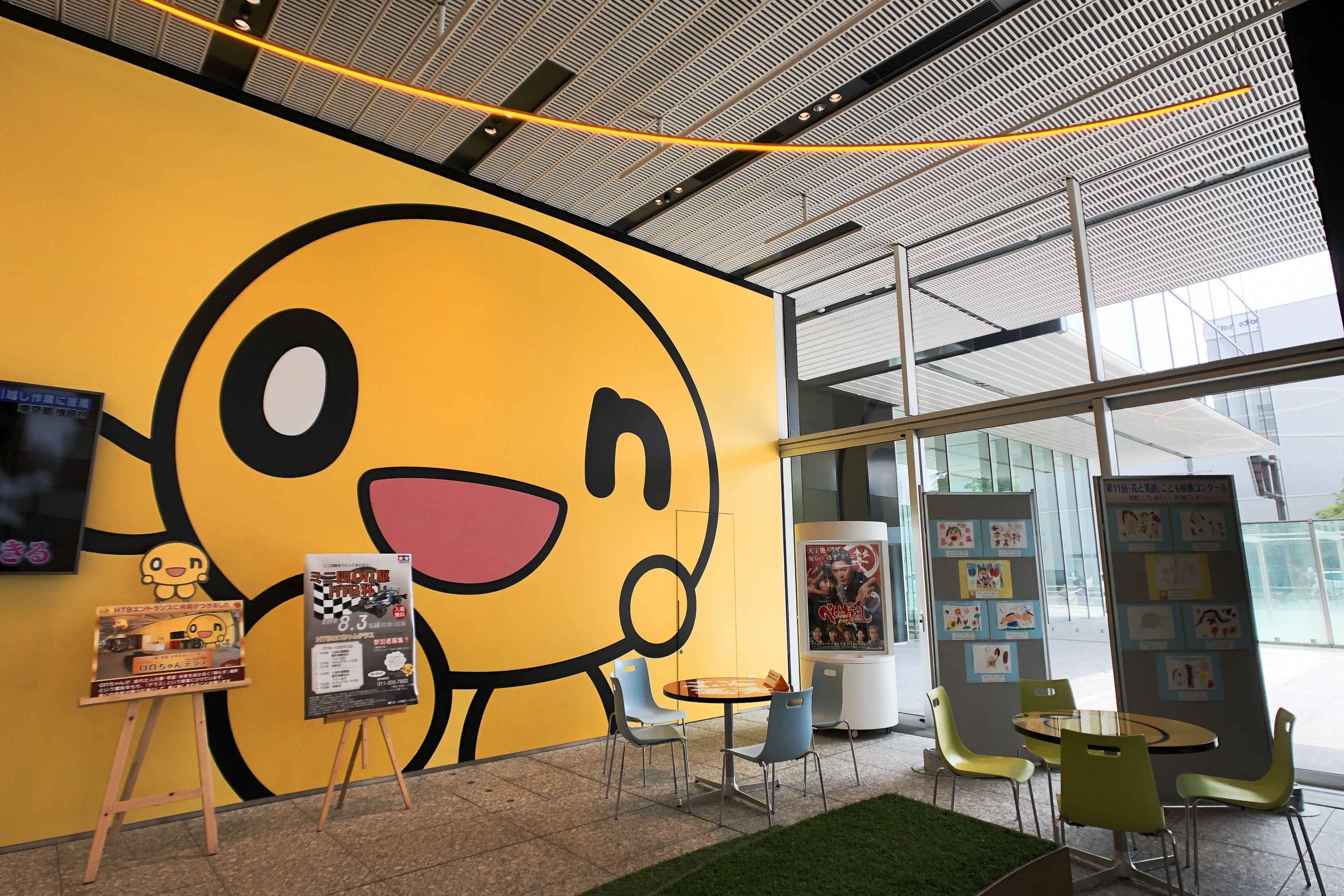
新社屋1階エントランスロビーの「onちゃんテラス」

#### 本社移転の経緯
札幌市は1987年（昭和62年）頃より中央区北1条西1丁目と同区大通西1丁目の2区画にツインタワーを建設する計画を進めており、平成に入ってからは「創世1.1.1区（そうせいさんく）」として再開発事業を進めていた。計画はバブル崩壊とともに停滞していたが、2区画のうち北1西1の区画にオフィスや劇場、放送局などが入る複合施設「札幌創世1.1.1区北1西1地区第一種市街地再開発事業」を先行して整備することになった。
当初放送局としてはNHK札幌放送局が入居することになっていたが、NHKは単独建設に方針転換し、市立札幌病院跡地と札幌放送局敷地の等価交換で確保した敷地に新・札幌放送局を建設し、2021年（令和3年）6月に移転した。代わってHTBが入居することを表明したため、NHKは再開発組合から離脱した。
「札幌創世1.1.1区北1西1地区第一種市街地再開発事業」は「さっぽろ創世スクエア」という名称になり、HTBは同ビルの高層棟地下1階から地上7階までの約1万3000平方メートルに入居。これは南平岸社屋の約1.7倍の広さとなっている。今まで中央区のオフィスビルに分散されていた営業局も集約され、関連会社もすべて入居している。南平岸社屋は2018年（平成30年）9月14日まで業務を行い（放送は9月16日まで）、2代目となる創世スクエア社屋は9月18日より業務を開始した（放送は9月17日から）。南平岸社屋は移転後、HTB開局50周年記念作品となる連続ドラマ『チャンネルはそのまま!』（2019年（平成31年）3月18日より22日まで放送）のロケに使用され、2019年（平成31年）2月に社屋ごと売却することを決定した。2020年（令和2年）10月時点では建物は残存し、番組収録や公式YouTubeアカウントの生配信で幾度となく旧社屋の内部に入っていた。また、同年10月には駐車場を用いてドライブスルー形式で特産品を販売するイベントも行っていた。2021年（令和3年）1月には、土屋ホーム不動産に旧社屋を売却し、建物は解体され、戸建分譲用地やマンション開発用地として利用されることが発表された。2021年（令和3年）11月には先行する形で駐車場跡地に大京と共同で分譲マンション「ライオンズ南平岸ディアレジェンド」（2023年（令和5年）9月完成予定）の着工を開始、局舎跡地には「onちゃん」の名を冠した戸建住宅地「ピースフル高台公園 onちゃんHILLS」が設けられることになっている。2022年（令和4年）12月には旧社屋跡地の一角にHTB開局の地を示すonちゃんのモニュメントがベンチと共に設置されたほか、セイコーマート平岸高台店も開業し同店ではonちゃんグッズの取り扱いも行われている。
なお、旧社屋上にはエフエムとよひらの送信所が置かれていたが、こちらも2018年（平成30年）10月10日に演奏所近隣の別のビルに移転した。
創世スクエア新社屋の1階にはイベントが出来るエントランスロビーも整備される。このロビーは「onちゃんテラス」と名付けられ、毎年秋に開催されている『イチモニ!』『イチオシ!!』を主体とした局の大型イベント「HTBまつり」（南平岸時代は「HTBイチオシ!まつり」の名前で別会場を使っていた。2020年（令和2年）は新型コロナウイルス感染症の影響で開催は見送られ、代替として『イチモニ!』『イチオシ!!』の合同キャンペーン企画「食べて応援!北海道 2020年秋」を実施）でサッポロファクトリーと合わせて使われている他、『イチモニ!』の土曜版第2部の一部コーナーでも使われている。
なお、高層棟には、系列新聞社である朝日新聞北海道支社が先行して移転している。
これによって、北1条通り沿いにFM NORTH WAVEを除く全ての民放テレビ・ラジオ局が集約される形となった。2021年（令和3年）6月にはNHK札幌放送局が札幌テレビ放送隣に移転したため、エフエム・ノースウェーブとコミュニティFMを除いて全テレビ・ラジオ局が北1条通り沿いに集約された。

#### 年表（さっぽろ創世スクエア時代）
- 2018年（平成30年）
  - 9月17日 - 5時49分『創世スクエア移転初放送!新たな歴史をここから』より新社屋からの放送を開始（翌18日未明（17日深夜）の1:20に放送を終了）。
    - 特別オープニング終了後、5時50分の『グッド!モーニング・ANNニュース』（テレビ朝日からの同時ネット）から新社屋から放送を開始。

  - 9月18日 - HTB本社、系列子会社のエイチ・ティー・ビー・プロモーション、エイチ・ティー・ビー映像、ディ・キャストがさっぽろ創世スクエア（札幌市中央区北1条西1丁目6番地）に移転し、業務を開始[27]。5:20からのオープニングは『新社屋移転記念オープニング スペシャルゲストTEAM NACSが特別参戦!』としてTEAM NACSが出演した。
  - 11月3日 - 開局50周年。
- 2019年（平成31年・令和元年）
  - 1月12日 - 『FFFFF』の放送で同じ映像を2度流してしまう放送事故が発生した[44]。
  - 2月18日 - 現社屋に移転したことに伴い、南平岸旧社屋の売却を発表[34]。
- 2021年（令和3年）
  - 1月29日 - 南平岸旧社屋を土屋ホールディングスのグループ企業である土屋ホーム不動産に売却することが発表された。建物は解体され、社屋跡地（7961.48平方メートル）は戸建分譲用地として、隣接する駐車場（2074平方メートル）はマンション開発用地として利用される[36][37]。
- 2025年（令和7年）
  - 5月 - NHK札幌放送局と北海道内の民放テレビ3局（北海道放送、札幌テレビ、北海道文化放送）との間で災害時における各局のヘリコプター取材映像を共有することで合意した[45][46]。

## ネットワークの変遷
- 1968年（昭和43年）

11月3日 - 日本教育テレビ（NET）系列局として開局。一般番組のみ、北海道放送（HBC）・札幌テレビ（STV）から移行。開局時はフジテレビ制作番組もネットしていた（教育番組はHBCが民間放送教育協会から脱退しなかったため移行されなかった）。
- 1969年（昭和44年）

4月1日 - 北海道全域でテレビ放送を開始。これによりHBCとの一部共有ネット放送が終了 。
- 1970年（昭和45年）

1月1日 - ANNに加盟。当初からフルネット局である（ただし編成の空いた時間でのフジテレビ系番組のネットは続行）。
- 1972年（昭和47年）

10月1日 - 北海道文化放送（UHB）の全道放送開始によりフジテレビ制作番組がUHBに完全移行（UHBは半年前の4月1日に開局したが、全道でテレビ放送が開始されたこの日までの間は視聴者保護の観点から、引き続き放送していた）。
- 1975年（昭和50年）

3月31日 - ANN系列の関西準キー局が、毎日放送（MBS）から、朝日放送（ABC）に変更されたことにより、HBCと関西発全国ネット番組を交換（これにより、いわゆる「腸捻転状態」が解消された。ただし、MBS制作番組の一部はHBCやSTVでも放送されており、逆にHTBでは放送されない番組も存在していた）。
- 1989年（平成元年）

10月1日 - テレビ北海道（TVh）の開局によりテレビ東京の番組が移行。

## スタジオ

### 本社スタジオ
第1スタジオ
100坪。生放送、汎用（立面傾斜ホリゾント）
『イチモニ!』、『イチオシ!!』、『イチ盛り!』、『あなたとHTB』等
第2スタジオ
40坪。収録、中継処理、配信、VP制作（HTB映像）用（立面傾斜ホリゾント）
『ハナタレナックス』等。その他ドラマをはじめとする各種収録番組
「HTB創世スクエアスタジオ」としてイベント会場としても使われる。
※映画（ホテルローヤル）のセットを組んで撮影した実績もある。
第3スタジオ
10坪。報道フロアに隣接した顔出しニューススタジオ。
『HTBニュース』等。

### 南平岸時代のスタジオ
第1スタジオ
85坪。『イチオシ!モーニング』、『イチオシ!』等。
ニューススタジオ
40坪。『HTBニュース』等。
※いずれも運用停止。
※1982年（昭和57年）に新館が完成するまで、スタジオはニューススタジオのみだった。

### 外部スタジオ
- 北海道警察本部記者クラブ、新千歳空港記者クラブ、各道内のHTB支社に報道用顔出しブースあり。

## 編成の特徴

### 自社制作番組
- 自社制作率は20%を越えている[47]。
- 特に、深夜枠での自社制作番組が充実している。初の深夜番組は、高田純次司会で、泉谷しげる、景山民夫、井筒和幸、栗田貫一、高田文夫、古村比呂らが出演した『派手〜ずナイト』（1984 - 1985年）[48]。その後、火曜から金曜の帯番組として『モザイクな夜V3』（当初は『モザイクな夜』/1993 - 1996年）が放送され、1996年10月より鈴井貴之・大泉洋が出演する『水曜どうでしょう』が放送開始。1999年には最高視聴率18.6%を得る人気番組となった。この他、『ドラバラ鈴井の巣』（2002 - 2004年）、『おにぎりあたためますか』（2003年 - ）、『ハナタレナックス』（2003年 - ）など、鈴井やTEAM NACS（森崎博之・安田顕・戸次重幸・大泉・音尾琢真）が出演する深夜バラエティ番組がヒットを放つ。『水曜どうでしょう』や『おにぎりあたためますか』は、地方局への番組販売やBS朝日・テレ朝チャンネルでの衛星波による全国放送も行われている。
- また、朝日放送（ABC）、名古屋テレビ（メ〜テレ）、九州朝日放送（KBC）の他の基幹系列局と同様[注釈 24]、独自に朝の情報番組として、平日・土曜に『イチモニ!』を編成。テレビ朝日制作の『グッド!モーニング』は4:55 - 5:59の部分ネットとなっている。
- 夕方ワイド番組としては、平日に『イチオシ!!』を放送。テレビ朝日制作の『スーパーJチャンネル』を内包している。
- この他、土曜日には『錦鯉が行く!のりのり散歩』、『LOVE HOKKAIDO』といった自社制作のバラエティを放送している。
- 北海道日本ハムファイターズが北海道に移転してからは、南平岸時代は札幌ドームと本社が近かったこともあって、光ファイバーケーブルで専用回線を結んでおり、中継も土・日曜のデーゲームを中心に早い時期から中継を行っている。試合生中継を除くファイターズ関連のローカル番組は、現在では『FFFFF』（エフファイブ）を放送。過去には『朝までファイターズ』（都合で札幌ドームでの生中継が出来ないときの深夜録画放送）を放送していた。
- このほか、スキージャンプやスノーボード番組『NO MATTER BOARD』（冬季間のみ）、『TOYOTA BIG AIR』（放送終了、企画・中継）といったウインタースポーツの放送も多い。これらはスカイ・A sports+でも全国放送されることがある。
- 1978年からは、土曜17:00 - 17:30に子供向け番組『GO!GO!5時』を放送していた。1980年には視聴率15％を超え、オーディションを含め1年間に15,000人が参加するほどの大人気であった[18]。
- 1996年から2014年まで、およそ年1本のペースで約1時間のスペシャルドラマを自社制作（2005年までと2008年はテレビ朝日系列の全国放送）しており、中でも2000年放送の『ひかりのまち』はギャラクシー賞奨励賞や日本民間放送連盟賞優秀賞などを受賞。アメリカ合衆国エミー賞のファイナルまで進んだが、アメリカ同時多発テロ事件の影響で本選は行われなかった。他にも、2002年放送の『夏の約束』、2004年放送の『六月のさくら』、2005年放送の『うみのほたる』、2006年放送の『大麦畑でつかまえて』では、文化庁芸術祭賞優秀賞を、2009年放送の『ミエルヒ』では、ギャラクシー賞テレビ部門優秀賞などを受賞している。また、2019年には、HTB開局50周年記念の連続ドラマとして『チャンネルはそのまま!』が放送され、ドラマ作品としては初となる日本民間放送連盟賞グランプリを受賞している。

### ネット番組

#### 早朝 - 夜間
- テレビ朝日系列局では全国で唯一、ネット放送していなかった（過去には2005年1月3日に1度だけ、単発番組として1時間スペシャルが放送されたことがあった）『渡辺篤史の建もの探訪』が、2006年4月2日よりテレビ朝日から約1か月以上の遅れネットでレギュラー放送を開始した[注釈 25]。その後、2007年12月22日の放送をもって一旦打ち切り（後番組は『旅の香り』の再放送）となり、2008年4月5日より打ち切り以前の同時刻でレギュラー放送を再開したが、2009年2月に再び打ち切られた。
- 2005年4月の改編では『ワイド!スクランブル・第1部』がフルネット（当時はテレビ朝日でも11:25開始）に移行し、『サンデースクランブル』が放送開始された（2006年4月から11:45開始に）。
- 2005年10月の改編で、『イチオシ!』の放送開始を15:45に繰り上げたのに併せて、内包している『スーパーJチャンネル』のネット放送枠も拡大され、平日は17時台から放送開始となった。
- 19:54から放送する全国ネット番組に関する事前・事後番組『今夜のTVのチカラ』『氷川きよしの一番おいひぃ』『今夜の銭形金太郎』『伝説斬り』『ミニステ』（全て放送開始当初の番組名）が、キー局のテレビ朝日と同時ネットで放送されていた（テレビ朝日系列局として全国初）。ただし、HTB主催のイベント告知番組や番宣番組への差替でネット放送が休止されたほか、2006年10月の秋改編から11月までもネット放送休止された。

#### 深夜番組
- 「ネオバラエティ」→「スーパーバラバラ大作戦（※第1部・第2部のみ）」は同時ネットだが、それ以降の時間帯は遅れ放送である。ただし、水曜は2009年9月まで『水曜どうでしょうClassic』を放送の関係で、ネオバラエティも同日30分遅れの放送となっていた[注釈 26]。
- 遅れ放送の番組で、その番組が「格上げ」される場合、その直前の数週分が放送されないことがある。（例:『BEST HIT TV』『さまぁ〜ずと優香の怪しい××貸しちゃうのかよ!!』『くりぃむナントカ』）
- 2009年9月まで放送された「ネオネオバラエティ」がスペシャル編成の場合は同時ネットになっていた。但し、水曜は同時ネットか30分遅れかは定まっておらず、場合によって異なっていた。
- 2003年1月から2005年9月まで、テレビ神奈川（tvk）制作の番組『saku saku』を毎週木曜日の深夜に放送していた。（但し、2009年10月から、同番組の北海道での放送がSTVによって復活している）

#### ドラマ
- 2002年4月、テレビ朝日が『トゥナイト2』の放送を終了させるなど大改編を行うと同時に、HTBでもローカル枠の再編を行い、それに伴って「金曜ナイトドラマ」枠は『九龍で会いましょう』以降同時ネット化された（それ以前は週末の昼間、火曜の深夜などに放送されていた）。しかし、2002年10月からの『イヴのすべて』は放送せず、一部の地域と同様『トリック』の再放送を行った。2003年1月からの『スカイハイ』は同日時差ネットとなったが、最終週は『朝まで生テレビ!』を放送しなければならず、順送りになってしまった。同年4月からの「OL銭道」は1週遅れで、放送時間も23:15 - 24:15と独自に5分延長した編成となった。なお、同年7月からの『特命係長 只野仁』以降は、再び同時ネットが続いている。

#### アニメ
- 1989年にテレビ北海道が開局するまではUHBと並んでテレビ東京系アニメの受け皿の1つであった。
- 時折、道内他局の編成から外れた系列外局のアニメが放送される。例として、
  - 『トランスフォーマー』シリーズ（『初代』から『V』まで、日本テレビ幹事[注釈 27]）
  - 『進撃の巨人』シリーズ[注釈 28]（毎日放送製作[注釈 29][注釈 30][注釈 31]）※UHFアニメ扱い。
  - 『シドニアの騎士』シリーズ（毎日放送製作[注釈 29][注釈 30][注釈 31]）
  - 『蒼穹のファフナー』（第1期はテレビ東京幹事[注釈 32]、第2期は毎日放送製作[注釈 29][注釈 30][注釈 31]）
  - 『少女☆歌劇 レヴュースタァライト』（TBSテレビ製作[注釈 29][注釈 31]）
  - 『アサルトリリィ BOUQUET』（TBSテレビ製作[注釈 29][注釈 31][注釈 33]）
  - 『異世界美少女受肉おじさんと』（テレビ東京製作[注釈 32]）

などがある。
- いわゆるUHFアニメは、制作に参加した2011年4月期に放送された『フジログ』と2012年4月期・2013年1月期に放送の『AKB0048』を皮切りに放送されるようになり、HBCやテレビ北海道と並んで受け皿となっている。
  - 放送されるUHFアニメの傾向としては、キングレコードまたはブシロードが製作している作品の放送が多い。
  - 『ゆるキャン△』シリーズに関しては、過去にグッズ販売などで「水曜どうでしょう祭2019」とのコラボを行う（この時点ではHTB含め道内では未放送）、Season2に局ディレクターの藤村忠寿と嬉野雅道が出演するなど、深く関与している。
- 過去には北海道ローカルで、単発の『onちゃん夢パワー大冒険!』や、連続の『ユメミル、アニメ「onちゃん」』などの制作・放送実績がある。

### 朝日放送テレビ制作番組
- 北海道テレビでは朝日放送テレビ制作番組を比較的多くネットしている。ほぼ全国ネット化した『探偵!ナイトスクープ』を始め、過去には日曜12:00 - 12:55の枠（現在の『ビートたけしのTVタックル』の枠）を朝日放送テレビからのネット枠として設定しており、『探偵!ナイトスクープ』やオセロの『V・I・ぴ〜』などを放送していた。
- 『探偵!ナイトスクープ』は何度か放送時間の違いはあったが、2021年7月現在は日曜0:35 - 1:30（土曜深夜）に放送している。
- 水曜未明には、朝日放送テレビ制作の深夜ドラマを放送していた。
- なお、時差放送の番組では放送開始後、画面上部に「この番組は○月○日（年を越えた場合は○年○月○日）にABCテレビで放映されたものです」の字幕が表示される。

## テレビチャンネル

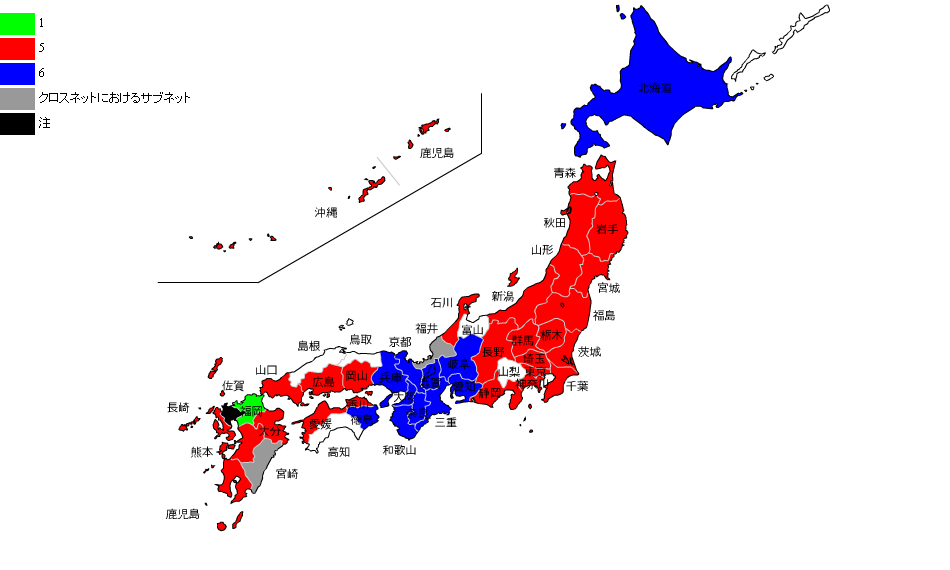
ANN系列のリモコンキーID地図

### 地上デジタル放送のリモコンキーIDについて
- テレビ朝日系フルネット局で、リモコンキーIDの原則として大半が「5」になっているが、北海道では、かつての札幌局のアナログ親局が5chだった日本テレビ系の札幌テレビ放送が「5」を使用しているため、準キー局のABCテレビ（アナログ親局6ch）、メ〜テレ（かつてのアナログ親局5chのTBS系CBCテレビが「5」を使用しているため）と同じ「6」とした[注釈 34]。このため、テレビ朝日系フルネット局でアナログ親局がUHFだった放送局では唯一、リモコンキーIDに「5」を使っていない（同様の事例は日本テレビ系の福岡放送、テレビ東京系のテレビ愛知がある）。更にテレビ朝日系フルネット局でリモコンキーID「5」を使っていない局は「6」のHTB・ABCテレビ・メ〜テレの他は「1」のKBC（福岡地区のかつてのアナログ親局が1chだった）だけである。ほかのキー局のテレビ朝日など系列20局のリモコンキーIDは「5」となっている。

### 送信所・中継局
- 基幹送信所は函館送信所・帯広送信所が局単独施設となっているほかはすべて共同使用しており、中継局施設もすべて民放各局（一部はNHKも含む）と共同使用している。

#### 札幌地区（JOHH-DTV）
- 札幌（送信所：手稲山）： 23ch 出力3kW（リモコンキーID：「6」）
地上デジタル放送の送信所は2005年10月に完成、STVと共同使用。

中継局
- 宮の森：20ch 0.3W
- 札幌円山：20ch 0.1W
- 札幌山元：20ch 0.05W
- 定山渓：45ch 0.3W
- 藻岩下：20ch 0.3W
- 簾舞：46ch 0.3W
- 藻南：20ch 0.3W
- 西野：20ch 0.3W
- 宮の沢：20ch 0.3W（垂直偏波）
- 夕張清水沢：43ch 1W
- 真谷地：43ch 0.01W
- 夕張新千代田：32ch 0.05W
- 歌志内：48ch 10W
- 芦別：20ch 3W（垂直偏波）
- 西芦別：38ch 0.3W
- 赤平：20ch 0.3W
- 上砂川：20ch 0.3W
- 由仁：41ch 0.05W
- 三笠幌内：43ch 0.01W
- 美唄我路：43ch 0.01W
- 小樽：20ch 50W
- 小樽桂岡：48ch 0.01W
- 小樽見晴：48ch 0.01W
- 古平：43ch 0.01W
- 余市：43ch 1W
- 銀山都：20ch 1W
- 岩内：23ch 10W
- 寿都：47ch 1W
- 国富：45ch 0.1W
- ニセコ：23ch 5W
- 喜茂別：50ch 0.1W
- 南喜茂別：24ch 0.3W
- 南羊蹄：18ch 1W
- 黒松内：23ch 3W
- 赤井川：43ch 0.1W

#### 旭川地区
- 旭川（送信所：旭山）：14ch 1kW
デジタル送信所はTVhを除く民放各局とNHKが共同で新設、2007年10月1日より放送開始した。
送信鉄塔はNHK・民放が共同使用、新設した送信局舎は民放各局のみ使用。

中継局
- 旭川台場：50ch 1W
- 深川：43ch 10W
- 幌加内：43ch 0.3W
- 富良野：22ch 10W
- 富良野麓郷：22ch 1W
- 富良野東山：41ch 1W
- 空知金山：41ch 1W
- 上富良野：50ch 0.3W
- 南富良野幾寅：41ch 1W
- 占冠：18ch 1W
- 上川：22ch 5W
- 上士別：14ch 3W
- 士別温根別：43ch 0.3W
- 和寒：35ch 3W
- 和寒西和：40ch 0.01W
- 名寄：22ch 200W
- 留萌：42ch 10W
- 小平：14ch 1W
- 小平本町：24ch 0.01W（垂直偏波）
- 小平港：20ch 0.01W
- 羽幌：22ch 10W
- 苫前：22ch 0.1W
- 幌延：21ch 0.1W
- 稚内：42ch 20W
- 西稚内：42ch 0.3W
- 北稚内：29ch 0.1W
- 上勇知：29ch 0.01W
- 抜海：43ch 0.01W
- 知駒：39ch 100W
- 枝幸：22ch 5W
- 利尻仙法志：42ch 1W
- 礼文：47ch 3W[注釈 35]
- 礼文船泊：45ch 0.3W

#### 函館地区
- 函館（送信所：函館山）：23ch 1kW
送信アンテナには指向性がかけられている。
地上デジタル放送は2007年8月30日に試験放送開始、2007年10月1日より本放送開始。
函館蛾眉野中継局は、2013年1月より蛾眉野地区テレビ受信組合によるギャップフィラーでの送信を開始したことにより廃止された。

中継局
- 七飯大沼：32ch 3W
- 福島：32ch 1W
- 福島白符：23ch 1W
- 江差：20ch 10W
- 江差新栄：32ch 0.1W
- 江差円山：32ch 0.05W
- 江差鰔川：41ch 0.01W
- 松前：20ch 1W
- 知内小谷石：59ch 0.01W
- 厚沢部：48ch 1W
- 北桧山：23ch 10W
- 奥尻大成：41ch 10W

#### 室蘭地区
- 室蘭（送信所：測量山）：20ch 1kW
長万部町や八雲町（旧八雲町地域）など渡島総合振興局北部でも受信可能。
地上デジタル放送は、TVhを除く民放各局が共同でデジタル送信所を新設し、2007年10月1日より放送開始。

中継局
- 室蘭陣屋：23ch 0.01W（垂直偏波）
- 室蘭輪西：38ch 1W
- 室蘭母恋：17ch 0.3W
- 室蘭知利別：17ch 0.3W
- 登別：17ch 1W
- 登別東：38ch 0.01W
- 幌別：17ch 0.3W
- 鷲別：38ch 0.1W
- 苫小牧：38ch 10W
- 苫小牧宮の森：48ch 0.01W
- 洞爺：35ch 1W
- 北洞爺：50ch 0.05W
- 壮瞥：35ch 0.3W
- 壮瞥滝之町：23ch 0.01W
- 豊浦：23ch 1W
- 浦河：14ch 50W[注釈 36]
- 浦河柏：39ch 0.01W
- 様似：23ch 1W
- 西様似：48ch 0.3W
- 静内：20ch 10W
- 平取：61ch 1W
- 平取振内：36ch 3W
- 日高：39ch 0.3W
- 日高銀嶺：20ch 0.1W
- えりも：48ch 1W
- えりも庶野：20ch 0.3W
- えりも沢町：20ch 0.01W
- 三石本町：44ch 0.3W[注釈 37]

#### 帯広地区
- 帯広（送信所：河東郡音更町十勝川温泉（十勝ヶ丘））：23ch 1kW
地上デジタル放送は、2007年10月1日より放送開始。単独局舎で、アナログ送信所の鉄塔と局舎を継続使用。

中継局
- 新得：44ch 0.3W
- 足寄：24ch 3W
- 陸別：23ch 3W
- 本別：30ch 1W
- 本別本別沢：39ch 0.01W
- 広尾：24ch 10W
- 広尾丸山：35ch 1W
- 幕別忠類：46ch 1W
- 豊頃茂岩：46ch 1W
- 浦幌厚内：35ch 0.01W

#### 北見（網走）地区
- 網走（送信所：天都山）：20ch 1kW
送信所施設はSTV・TVhと共同使用。HTB単独のアナログ送信施設をデジタル送信施設に改修したもの。
地上デジタル放送は2007年10月1日より放送開始。

中継局
- 網走新町：43ch 0.01W
- 北見：31ch 50W[注釈 38]
- 留辺蘂：17ch 1W
- 北見若葉：17ch 0.01W
- 北見仁頃：44ch 1W
- 常呂：41ch 0.01W
- 置戸：41ch 0.3W
- 訓子府：17ch 0.1W
- 津別：31ch 0.3W
- 遠軽：31ch 10W
- 丸瀬布：46ch 3W
- 佐呂間：17ch 1W
- 佐呂間知来：17ch 1W
- 佐呂間若佐：20ch 0.3W
- 紋別：31ch 10W
- 滝上：20ch 5W
- 興部：17ch 0.3W

#### 釧路地区
- 釧路（送信所：釧路市春採8丁目）：36ch 1kW
地上デジタル放送は、NHK釧路放送局とTVhを除いた民放4局が共同で送信所を新設、2007年10月1日より放送開始した。鉄塔・UHF送信アンテナは後から開局したTVhを含めて共同使用するが、局舎は別途新設したTVhを除き共同使用している。
アナログテレビ送信所は1969年11月に、釧路市貝塚1丁目（NHK釧路送信所近隣）に単独で開局。高さ132mのアングル鉄塔と送信局舎を備えていた。2014年11月に解体撤去。

中継局
- 釧路阿寒：23ch 1W
- 釧路阿寒湖畔：40ch 0.3W
- 布伏内：22ch 0.01W
- 白糠：48ch 0.1W
- 弟子屈：48ch 1W
- 川湯：37ch 0.3W
- 霧多布：22ch 1W
- 根室：27ch 50W
- 根室花咲：22ch 0.1W
- 中標津：34ch 200W
- 中標津西町：39ch 0.019W
- 標茶ルルラン：18ch 0.3W
- 羅臼：27ch 1W
- 羅臼緑町：48ch 0.01W

## キャラクター

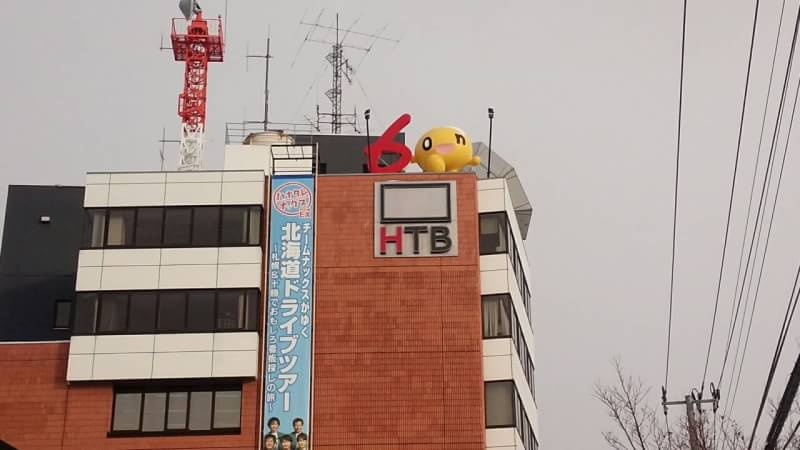
HTB旧本社のロゴとonちゃん

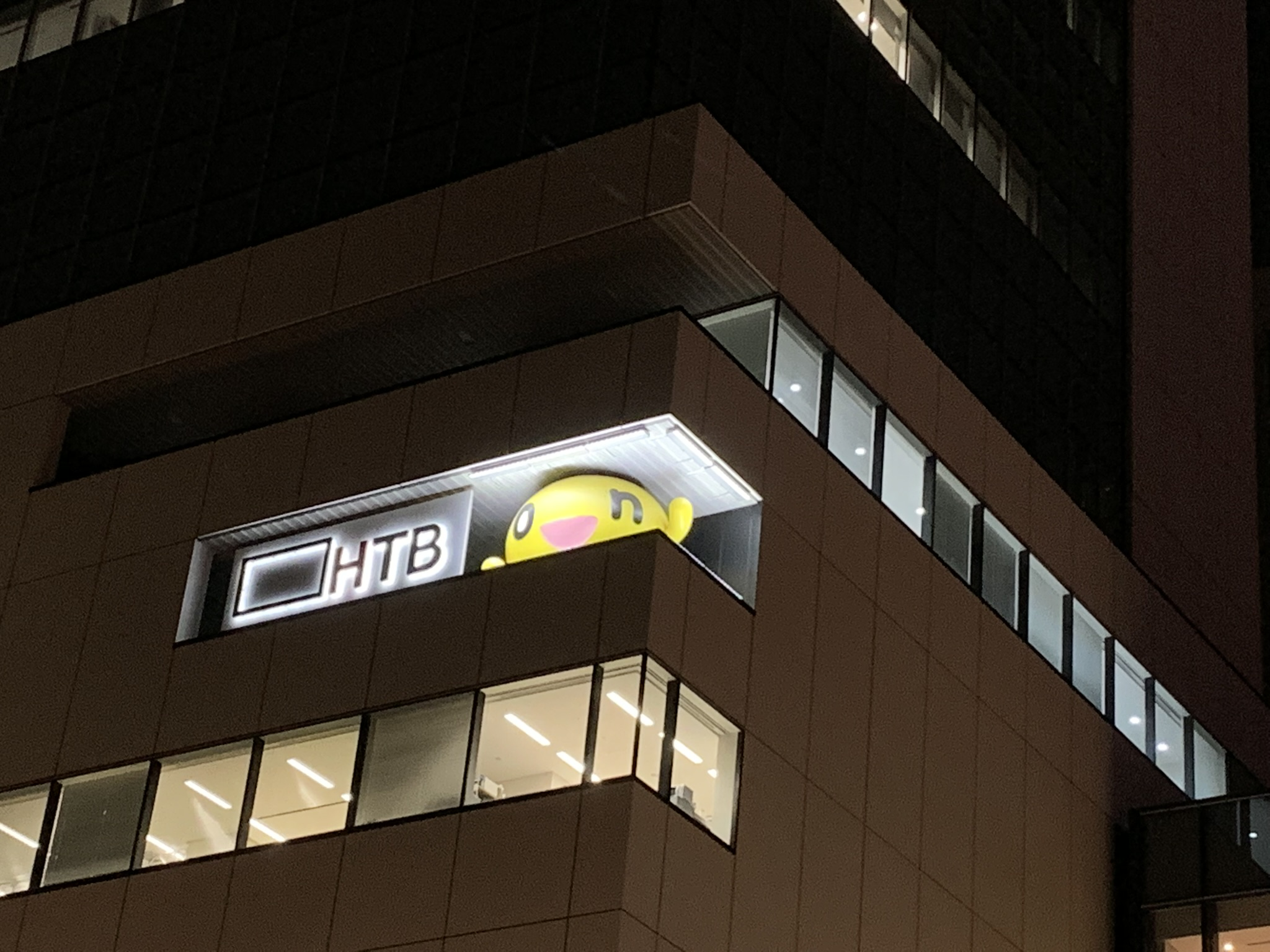
HTB新社屋のonちゃん

- 1979年（昭和54年）8月1日に局のマスコットキャラクターとして「くん太くん」が登場。その後、開局30周年記念のマスコットキャラクターとして1997年（平成9年）12月に「onちゃん」が登場、現在まで使用されている。旧社屋上に大型の像が置かれ、新社屋にも像が設置されているほか、人気バラエティ番組『水曜どうでしょう』では、安田顕がスーツアクターを務める着ぐるみがしばしば登場し、同番組が番販により全国で放送されたため、地方局マスコットとしては異例の人気を誇る。他にも、黒い「noちゃん」やピンクの「okちゃん」などの仲間がいる。顔立ちは、いずれも楕円形共通となる。

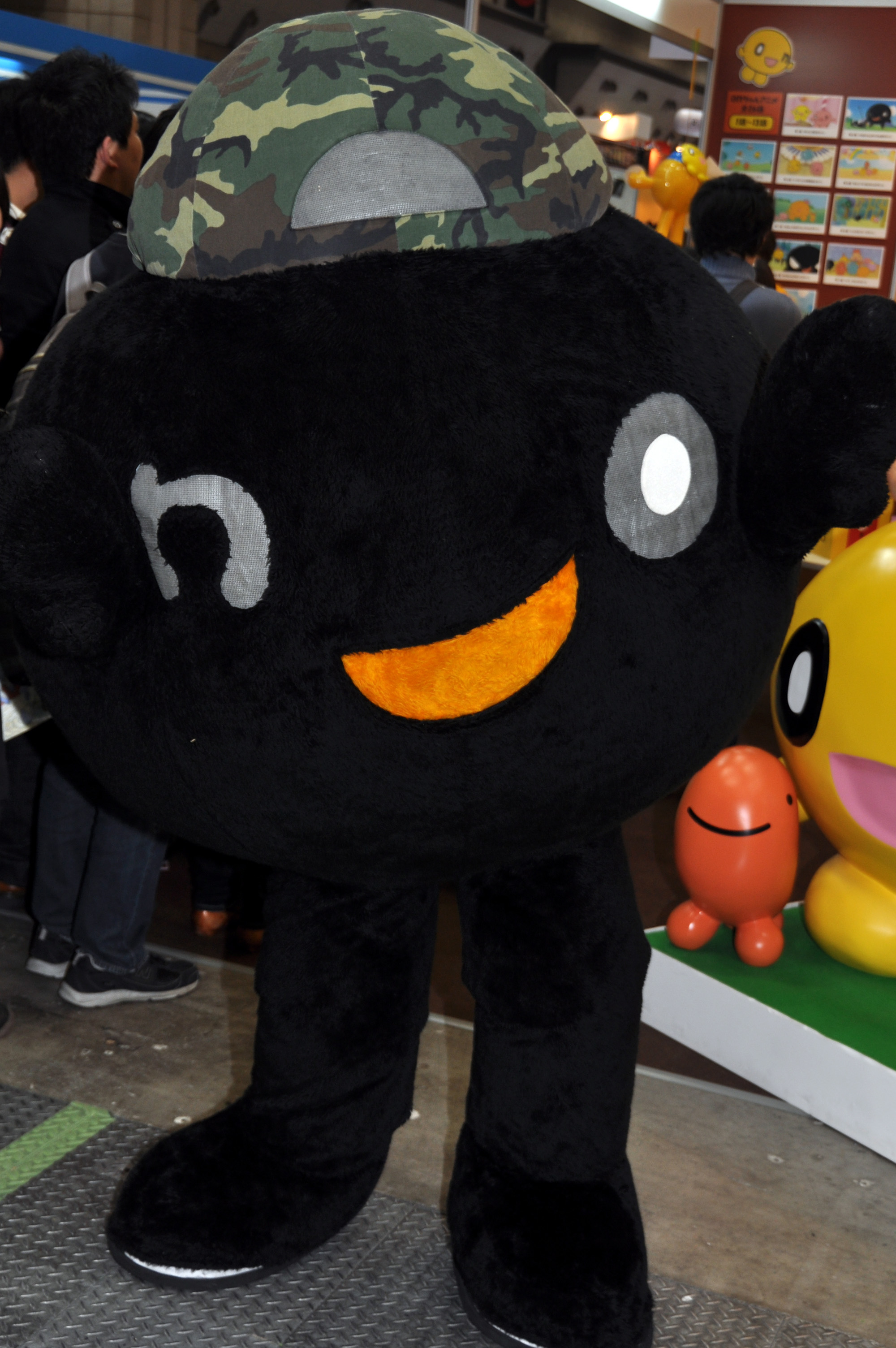
noちゃんの着ぐるみ
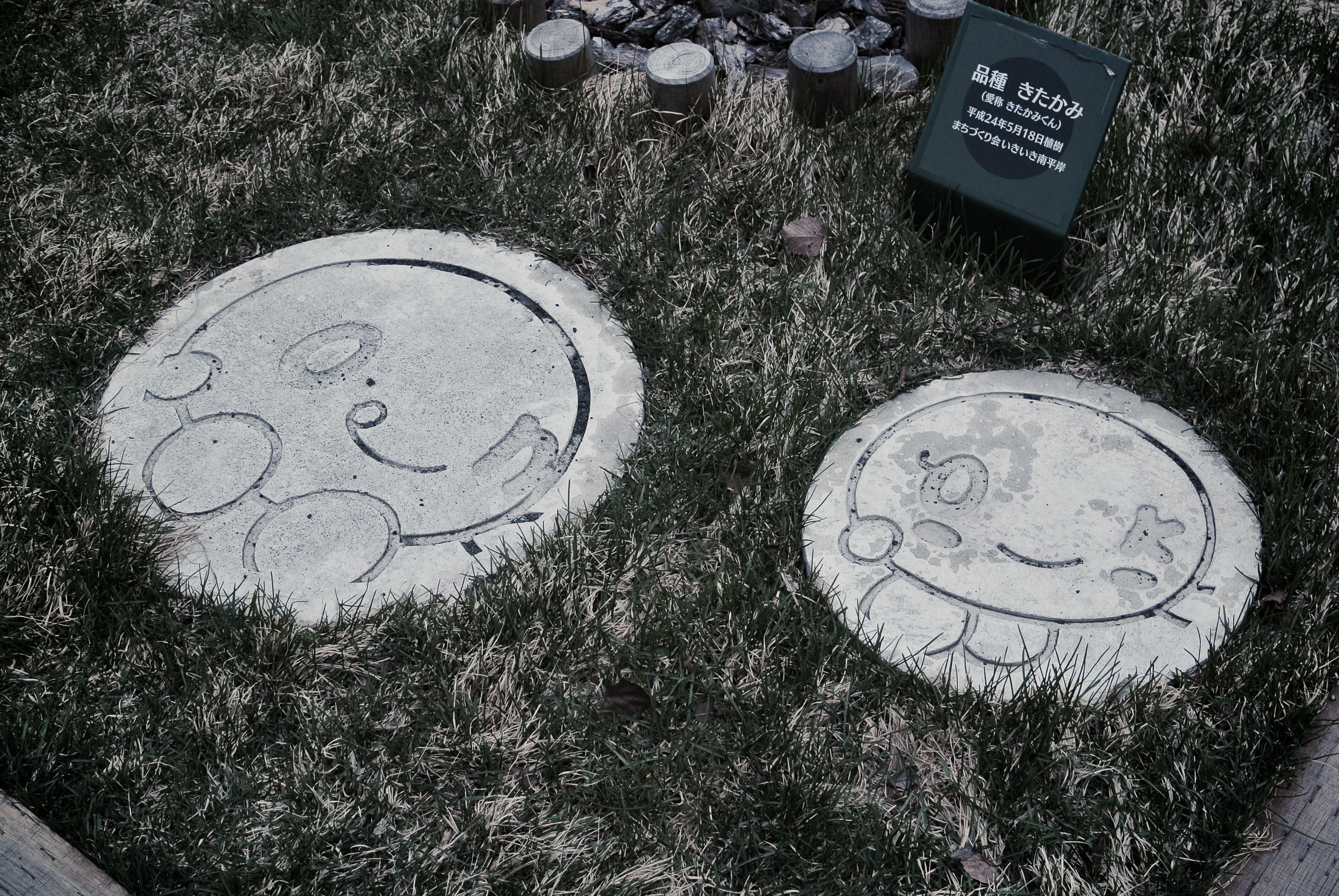
onちゃん（左）とokちゃん（右）のマンホール

## ロゴマーク
- 開局時から2005年（平成17年）12月まで使われていた社名ロゴマークは、旧型の湾曲ブラウン管型の青い図形のなかに斜体で「HTB」のロゴを模ったものであった。一部送信所・中継局では1968年（昭和43年）に開局した当時のロゴマーク及び和文ロゴが現在も使われている。このロゴの時には「でっかいふれあいを大切にします」[50]や「人間ビジョン」[51][52][注釈 39]というキャッチコピーを併記していた時期もあった。
- 2006年（平成18年）1月1日より「HTB」の3文字（「H」が赤文字「TB」が黒文字）と長方形（ハイビジョンの形である16:9型の長方形で「ダイナミックスクエア」と呼ぶ）で構成されるマーク（□HTB）に変更されており、長年使われてきた本社社屋、放送機材、送信所・中継局、局の封筒およびローカルニュース、ANNニュース、各種速報テロップ放送時のロゴ（カラー表示は「H」が赤文字「TB」が白文字でともに細い黒縁あり）も順次現ロゴに変更されている。なお、新設･外壁塗装塗り替え・設備を改修した送信所・中継局では現ロゴに変更されても大半の送信所・中継局にはダイナミックスクエアの部分は描かれていない）。殆ど使われなくなったが、この時に和文ロゴも一新した。社章・キャラクターは、すべてが、図画工作根拠に基づいて生かしている。
- なお、地上デジタル放送関連では長方形の中に手書き風の「6」（同局のリモコンキーID）を加えている。新ロゴ導入に伴うキャンペーンは2005年（平成17年）12月から行われ、2006年度グッドデザイン賞（コミュニケーションデザイン部門）を受賞した。
- 現ロゴ移行前後の1999年（平成11年）から2011年（平成23年）6月末までは、放送上での制作クレジット表記や番宣ポスター（テレビ朝日・朝日放送テレビから系列局に配布されたポスターも両局ロゴの上から貼って隠している）では、2000年まで「onちゃんぎゅっ!（onちゃんの二代目デザイン）HTB」を使用し[注釈 40]、2001年（平成13年）から「onちゃんの正式なものとは異なるデザイン」と「ユメミル、チカラ HTB」のキャッチコピーを添えたピンク地のロゴ（同じデザインの「HTB北海道テレビ」のロゴも現ロゴ移行後の2006年（平成18年）5月まで使用していた）を併用し、事業別車両のマーキングでもこのロゴを使っていた。
- 2011年（平成23年）7月頃[要出典]からは、ゴシック体の「ユメミル、チカラ」と現ロゴのダイナミックスクエアの部分に入ったonちゃんが赤色のゴシック体の「6」を掲げている現行のバージョンが作られ、制作クレジット表記や番宣ポスター、事業別車両で使うロゴも新バージョンに移行している。東海テレビ放送の1マークロゴなどと同じ理由により、このバージョンの「6」の部分を削除したものがテレビ朝日系列全国ネット番組の番宣ポスター、製作クレジット[注釈 41]や、番販ネット番組の製作クレジット[注釈 42]で主に使われている。なお、新バージョン制作以後はこのキャッチコピーと併用する形で「onちゃん6チャンHTB」というキャッチコピーも使われている。
- 「HTB北海道onデマンド」専用のHTBロゴは、ダイナミックスクエアを窓に見立てられており、そこからonちゃんがもたれ掛かっているものである。

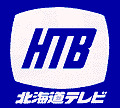
HTBの旧ロゴ（2005年12月まで使用）
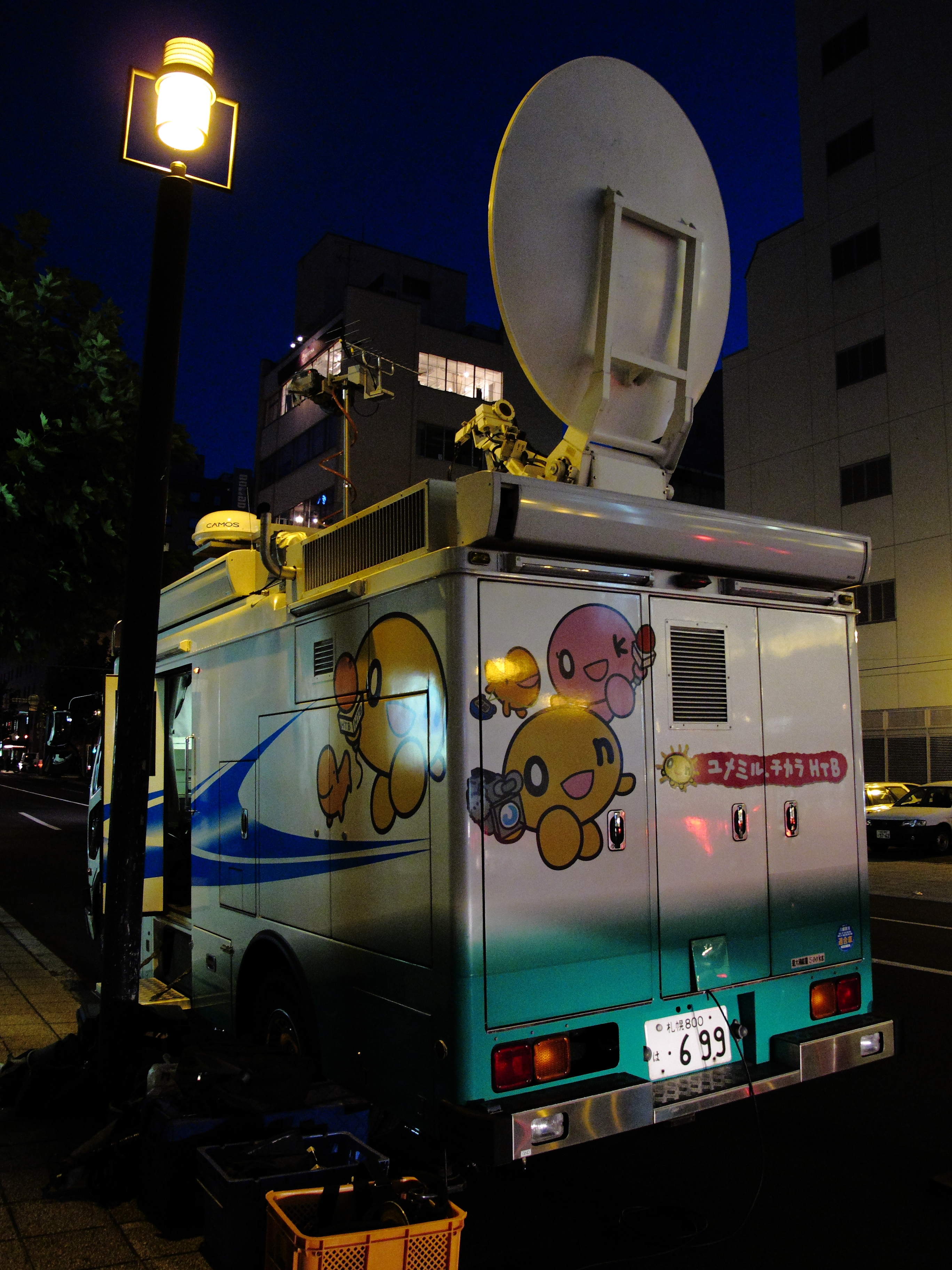
ピンク地のロゴ（2001年から2011年6月まで使用）の中継車
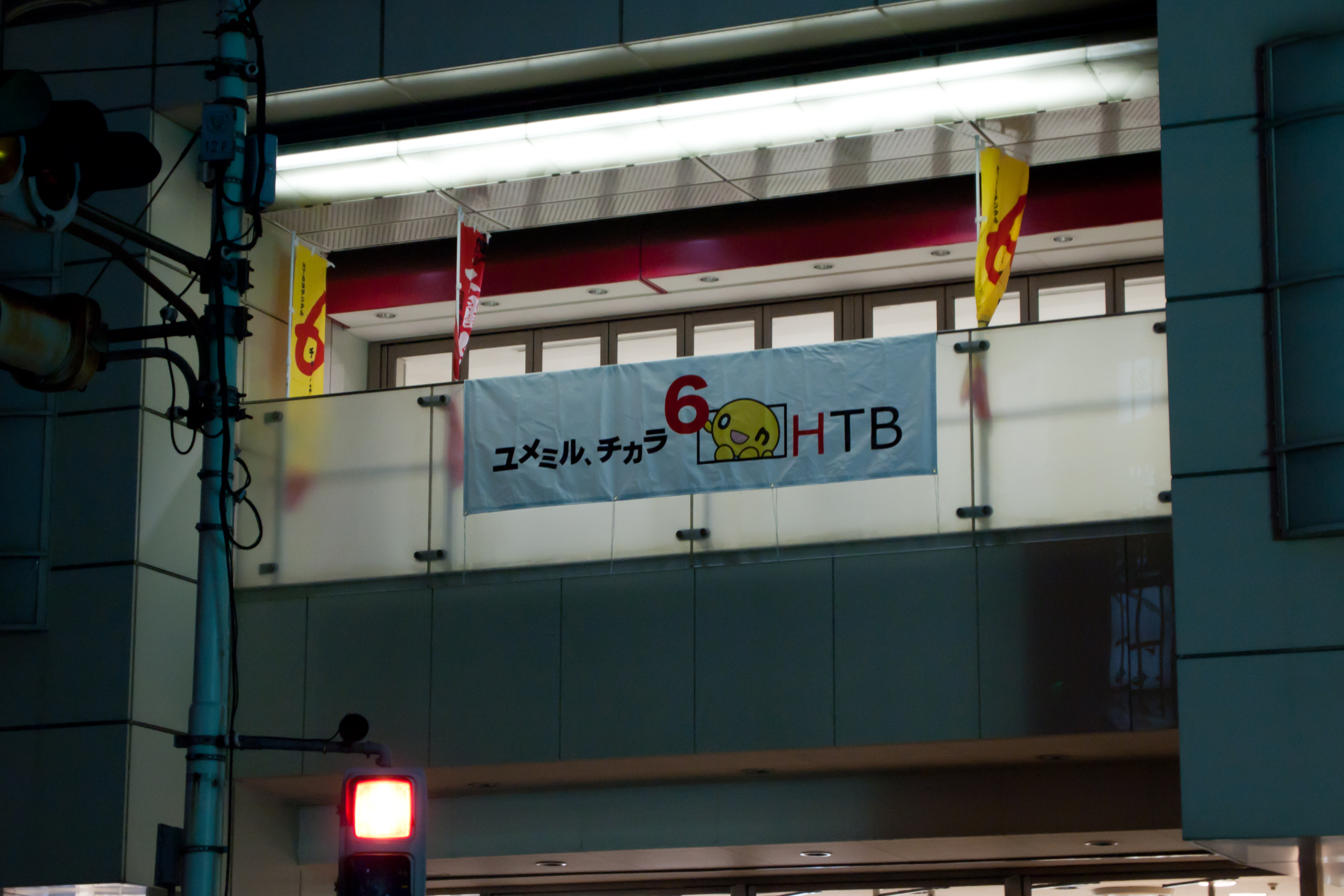
onちゃんが「6」を掲げているロゴ（2011年7月から使用中）の横断幕

## 現在放送中の主な番組
※特別編成等により、放送時間は変更することがある。

### 自社制作番組
一部の番組は系列局でもネットされている。
★印は他社地上波テレビ局に番組販売されている番組。
●は過去にインプレスTVで配信されていた番組。
◎は自社ブロードバンド動画配信サービス「hod」で配信されている番組。
報道・情報
- イチモニ!（月曜 - 金曜 6:00 - 8:00、土曜 6:30 - 8:00・9:30 - 10:40）※月曜 - 金曜 5:59 - 6:00は『グッド!モーニング』を飛び降り後ステブレレスで『イチモニ!占い』を放送。
- イチオシ!!（月曜 - 木曜 15:45 - 19:00、金曜 15:45 - 18:50）※16:40 - 17:33、17:50 - 18:15は、『スーパーJチャンネル』を同時ネット。
- HTBニュース（月曜 - 金曜 23:10 - 23:15、土曜 22:55 - 23:00、日曜 20:56 - 21:00）
  - 『大下容子ワイド!スクランブル』に内包する形で、月曜 - 金曜 11:42 - 11:45（道内ニュース）・11:57 - 12:00（道内天気予報）にも放送。
- ウェザータイム（月曜 - 水曜・金曜 20:54 - 21:00、火曜 - 金曜 0:45 - 0:50（月曜 - 木曜深夜）、土曜 17:55 - 18:00、日曜 0:30 - 0:35（土曜深夜）・2:30 - 2:35（土曜深夜）・17:25 - 17:30・22:55 - 23:00）
- イチ盛り!（木曜 14:20 - 14:48）
- Hitシネマ（金曜 1:50 - 1:55（木曜深夜））
- イチモニ!×イチオシ!!onたのしみ増刊号（日曜 16:25 - 17:25）
- 朝までN天（深夜の放送休止帯のフィラー番組）

バラエティ
- ★●◎おにぎりあたためますか (水曜 0:15 - 0:45 (火曜深夜) 、土曜 10:40 - 11:10に再放送) ※CS放送「テレ朝チャンネル」でも放送。U-NEXTでも一部企画を配信。
- ★●◎水曜どうでしょう (水曜 23:15 - 23:45、新作シリーズを不定期で放送) ※Netflix、U-NEXTでも一部企画を配信。
  - ★◎水曜どうでしょうプレミア (木曜 0:15 - 0:45 (水曜深夜) 、新作放送時は休止) ※Netflixでも一部企画を配信。
- ◎巷󠄀のonちゃん (木曜 20:54 - 21:00)
- ハナタレナックス (金曜 0:15 - 0:45（木曜深夜）、月曜 0:55 - 1:25 (日曜深夜) に再放送) 
  - ◎ハナタレナックス選集-ANTHOLOGY- 北海道の笑顔プロジェクト 2008-2018 (土曜 16:00 - 16:30)
- ★◎LOVE HOKKAIDO (土曜 11:10 - 11:40、月曜 0:25 - 1:55（日曜深夜）に再放送)
- ★◎錦鯉が行く!のりのり散歩 (土曜 13:30 - 13:59、水曜 1:20 - 1:50 (火曜深夜) に再放送) ※CS放送「テレ朝チャンネル」でも放送。2022年4月30日放送開始[53]

スポーツ
- ★◎NO MATTER BOARD（木曜 0:50 - 1:20（水曜深夜））※冬季（1月上旬 - 3月下旬）の限定放送。CS放送「スカイ・A sports+」でも放送。
- FFFFF (エフファイブ) (日曜 11:30 - 11:50、月曜 1:55 - 2:15 (日曜深夜) に再放送)
- イチオシ!!ファイターズ (不定期放送・北海道日本ハムファイターズ戦中継) - オールスターゲーム・日本シリーズの全国ネット中継はテレビ朝日主導制作 (技術面・リアルタイム字幕放送・連動データ放送付加・番組送出も全て担当し、北海道テレビは制作協力扱いとなる) で放送する。
- 朝まで!イチオシ!!ファイターズ (不定期放送、深夜の放送休止帯のフィラーも兼ねる)

教養・ドキュメンタリー
- 医TV (土曜 11:40 - 11:45) ※系列局でも不定期放送を含む遅れネットが行われた他、BS朝日でもスペシャル版が放送されたことがある。
- Biz.com北海道 (毎月最終日曜日 10:30 - 10:40)
- HTBノンフィクション (不定期放送)※土・日曜日の放送が多い
- THE Message 〜未来への提言〜 (不定期放送)

番宣・自己批評
- アナちゃん (番宣番組、火曜 - 金曜 1:50 - 1:55（月曜 - 木曜深夜）・10:25 - 10:30ほか)
- あなたとHTB (自己批評番組、偶数月第3日曜 5:05 - 5:20)

特別番組
- HTBカップ国際スキージャンプ競技大会 (毎年1月に放送)

### テレビ朝日系列局制作・時差ネット番組
※特に表記のないものはテレビ朝日制作。
- これ余談なんですけど・・・（火曜 0:15 - 1:15（月曜深夜）、朝日放送テレビ制作）
- バスケ☆FIVE〜日本バスケ応援宣言〜（水曜 1:55 - 2:10（火曜深夜））
- ラブ!!Jリーグ（水曜 2:10 - 2:25（火曜深夜））
- おぎやはぎのハピキャン（木曜 0:50 - 1:20（水曜深夜）・土曜 6:00 - 6:30、名古屋テレビ制作）
- 霜降り明星のあてみなげ（木曜 1:20 - 1:50（水曜深夜）第3木曜は休止、静岡朝日テレビ制作）
- やすとものいたって真剣です（金曜 0:50 - 1:20（木曜深夜）、朝日放送テレビ制作）
- musicる TV（金曜 2:25 - 2:55（木曜深夜））
- 相席食堂（土曜 0:15 - 1:15（金曜深夜）、朝日放送テレビ制作）
- Break Out（土曜 2:15 - 2:45（金曜深夜））
- ワールドプロレスリング（土曜 2:45 - 3:15（金曜深夜））
- 教えて!ニュースライブ 正義のミカタ（土曜 14:55 - 16:25、朝日放送制作）
- 有吉クイズ（日曜 0:00 - 0:30（土曜深夜））※当初は火曜 0:15 - 0:45（月曜深夜、ローカルセールス同時ネット）。2022年4月より火曜 23:45 - 翌0:15→10月より火曜 20:00 - 20:54（ネットワークセールス）と変遷をたどった。
- 探偵!ナイトスクープ（日曜 0:35 - 1:30（土曜深夜）、朝日放送テレビ制作）
- 題名のない音楽会（日曜 10:00 - 10:30、スポンサードネット）
- 出川一茂ホラン☆フシギの会（日曜 15:25 - 15:55）
- チョコプランナー（日曜 23:55 - 翌0:25）※制作局のテレビ朝日と同時間帯だが、遅れネット（過去の内容を遅れて放送）
- なにわ男子の逆転男子（月曜 0:25 - 0:55（日曜深夜））
- シン・ドゲンジャーズ（月曜 1:30 - 1:55（日曜深夜）、九州朝日放送制作）
- 部活ピーポー全力応援!ブカピ!（月曜 1:55 - 2:15（日曜深夜）、朝日放送テレビ制作）
- テレメンタリー2024（月曜 2:15 - 2:45（日曜深夜）、水曜 2:25 - 2:55（火曜深夜）に再放送、ANN系列各局共同制作）
- 杉谷拳士が取材中（不定期）
- イワクラせいや警備保障（不定期）

### 系列外局・プロダクション等制作番組
- かがやけ! ミラクルボーイズ（火曜 1:25 - 1:55（月曜深夜）、テレビ神奈川制作）
- 蒼穹のファフナー THE BEYOND（火曜 2:20 - 2:50（月曜深夜）、再放送）
- ニートくノ一となぜか同棲はじめました (火曜 2:50 - 3:05 (月曜深夜) )
- 内村さまぁ〜ず (水曜 0:50 - 1:20（火曜深夜）、内村さまぁ〜ず製作委員会製作) ※一時、放送を中断した。
- グリザイア:ファントムトリガー (水曜 2:35 - 3:05 (火曜深夜)、TOKYO MX・BS日テレ共同製作)
- 異修羅 第2期 (木曜 2:59 - 3:29 (水曜深夜) )
- Sランクモンスターの《ベヒーモス》だけど、猫と間違われてエルフ娘の騎士として暮らしてます (木曜 3:29 - 3:59 (水曜深夜)、BS11製作 )
- UniteUp! -Uni:Birth- (日曜 2:30 -3:00 (土曜深夜) )
- 東京オズワルドランド (不定期、千葉テレビ制作)
- 新春!よしもと大爆笑 (毎年1月放送、サンテレビ制作)

## 放送終了した番組

### 自社制作番組
- ★印は他社地上波テレビ局に番組販売されている（いた）番組。
- ●印は過去にインプレスTVで配信されていた番組。
- ◎印は自社ブロードバンド動画配信サービス「hod」で配信されている（いた）番組。

#### 報道・情報

##### 早朝のワイド番組
- 気分は天気シリーズ
  - 気分は天気745
  - 気分は天気730
  - ハイパーワイド 気分は天気
- ハーイ!朝です525
- 発信!生スタ 早起きクマさん
- 情報ワイド 早起きDon!Don!
- eあさ540
- あさばんっ!
- 朝情報 おはよう!遠藤商店
- おはよう天気HTB → おは天

##### 午前および午後の情報ワイド番組
- 朝のあなたに[54][18]
- amさっぽろ[54][18]
- いきいき奥さん（金曜のみ）[18]
- 解決5000番[18]
- ひるパラくらぶ思うツボ![18]
- Funky mama 今日もすっぴん[18]
- プレプレ!しあわせ生活研究所
- やあ!こんにちは
- 情報サプリ!
- 情報マルシェ!
- イチオシ!ピックアップ
- 情報ビュッフェ
- ママ・マルシェ

##### 夕方のニュースワイド番組
- ニュースロータリー[54][18]
- 4時のTVマーケット（金曜のみ）[54][18]
- HTB日曜テレビ夕刊（日曜のみ）
- ニュースウェーブ[18]
- news SAT（土曜のみ）[18]
- myステーション
- 情報ワイド 夕方Don!Don!

##### 土曜午前および昼の情報ワイド番組
- 2時のTVマーケット[54]
- のりゆきのどんなモン!
- 週刊Nanだ!Canだ!
- 週刊とくのイチ☆
- 知っトク!サタデー
- スキップ
- ほんわかどようび
- イチオシ!プラス

##### その他の情報番組
- きらり!HTB
- スクリーンHOT情報
- 往来!ほっかいどう（北海道広報番組）
- なるほど!道政（北海道広報番組）
- ウィークリー赤れんが（北海道広報番組）
- おすすめ住宅情報 Oh!家
- 南平岸・未来道
- TVぴかぽん（社内広報番組）
- Hit.com
  - Hit.com night（月曜 1:25 - 1:45（日曜深夜））
- さやかのドキドキ宣伝隊
- 南平岸インターネット1.1
- 南平岸ニューテレビ
- アヤコレ!

#### 教養・ドキュメンタリー
- ★北のつり - テレビ朝日、名古屋テレビなどに番販（HTB初の番販）[18]
- 北の名人[18]
- 北の詩[18]
- 北海道アワー（BS朝日向けの番組）
- 北海道遺産物語
- 北海道ぼうけん倶楽部 → 遊々アウトドア → 遊々ゆめランド → 遊々ファミリー・北海道 → 遊々・ほっかいどう[18]
- ゴー!ゴー!幸齢者 アクティブシニア北海道（月曜 10:25 - 10:30）

#### スポーツ
- HTB土曜競馬中継
- パンチ佐藤の熱血パーク道
- on!コンサドーレ
- on!アスリート
- FACE OFF[18]
- Viva!コンサドーレ[18]

#### アニメ
- ミッドナイトスペシャル ザッツ・アニメーション[注釈 43]
- ★onちゃん夢パワー大冒険! - 開局35周年記念特別アニメ。
- ★◎ユメミル、アニメ「onちゃん」シリーズ ※BS放送「BS11デジタル」、CS放送「テレ朝チャンネル」でも放映された。
- ★フジログシリーズ ※制作委員会参加
- ★AKB0048シリーズ（AKB0048製作委員会制作）※編成スタッフとして制作委員会参加

#### バラエティ
- ミュージック・スポット（フィラー）[55]
- GO!GO!5時
- 派手〜ずナイト
- モザイクな夜
  - モザイクな夜V3
- ★●◎水曜どうでしょう（レギュラー放送終了。不定期で新作を放送）
  - ★◎どうでしょうリターンズ
  - ★●◎水曜どうでしょうClassic（木曜 0:15 - 0:45（水曜深夜）、2022年3月21日迄、新作放送時は休止）※CS放送「テレ朝チャンネル」（以前はBS放送「BS朝日」）でも放送。2周目以降は再放送扱い。
- 鈴井の巣
  - 鈴井の巣 presents n×u×k×i
  - ★◎ドラバラ鈴井の巣
    - 雅楽戦隊ホワイトストーンズ
- いばらのもり
  - いばらのもりリターンズ
- TV-north（FM NORTH WAVEとの同時放送）
- なないろ倶楽部
- なまら夢
- ばんドルBANBAN!
- ぽっぷこ〜んシネマ
- モリマンのこれやります in the loop
- 洋ちゃんonちゃんの番組Showかい?
- 連チャン革命 パーラー.del（ドットデル）
  - 連チャン革命 パーラー.delZ
- レッツ パチニケーション
- 北海どん!
- 夢音
- ワルガキ
- 素晴らしい世界
- ワンサカ!
- 9!
- 笑わしたるねん
- 〔藤村・嬉野プロデュース〕ヨーロッパ企画です。
- CROSS×BATTLE
- ◎HTB深夜開拓魂 ※若手スタッフ育成枠。
  - 平成ノブシコブシのヨルオシ!
  - ご当地美人発掘バラエティ ゴトーチ!
  - 我思う、故に我ラーメン
    - 我思う、故に我ラーメンⅡ

  - もしものが〜まる
  - 帰省なう
  - ワールド★カップメン
  - 探検!秘境駅 〜超maniac travel guide〜
  - 実録!?
  - 漁師めし
  - 壇蜜古画
    - 壇蜜古画 第二章

  - アニマルアイランド
  - 社長の晩ごはん
  - 食べる女
  - イカナイバネ
  - むかしの国のアリサ
- 美女動画
- しんや家族
- 地元応援バラエティ このへん!!トラベラー
- プリパチ
- エンプロ -ENTER PRODUCTION-
- 平岸我楽多団
- ◎夜のお楽しみ寝落ちちゃん
- ◎キラキラ
- ゲーム実況バラエティてつたくハウス（木曜 1:20 - 1:50（水曜深夜））
- ビビっとキタっしょ!（月曜 1:15 - 1:45（日曜深夜））※2021年7月5日放送開始。
- ぷりっぷり（最終週金曜 0:50 - 1:20（木曜深夜））
- ◎夢チカ18 (木曜（水曜深夜）等に不定期)

#### ドラマ
NETテレビ→テレビ朝日・名古屋テレビ・朝日放送・広島ホームテレビ・瀬戸内海放送・九州朝日放送と共同で制作に参加したドラマ（全国ネット）
- 徳川三国志（東映京都撮影所制作、幹事局:NETテレビ。1975年10月 - 1976年4月）
- 新・二人の事件簿 暁に駆ける!（大映テレビ制作、幹事局:ABC、ここから東日本放送も参加。1976年7月 - 1977年3月）
- 海峡物語（テレパック制作、幹事局:テレビ朝日。1977年4月 - 9月）
- お手々つないで（幹事局:名古屋テレビ。1977年10月 - 1978年3月）
- 東京メグレ警視シリーズ（テレパック制作、幹事局:ABC。1978年4月 - 1978年9月）
- 亭主の家出（テレパック制作。幹事局:九州朝日放送。1978年10月 - 1979年3月）

自社製作
- エリアコードドラマ011（アンティノスレコードとの共同制作）
  - チャイナ飯店
  - 俺達は風
  - アロハ暖房
  - 留萌交番日記
  - TV局物語 今にみてろ
  - BUS STOP
- ★◎HTBスペシャルドラマ - 2005年までと2008年は、テレビ朝日系列全国ネット。
  - 約束の街・札幌（1996年）
  - 君といた街角（1997年）
  - 夢の標本（1998年冬）
  - ここではない何処か（1998年夏）
  - 藤堂志津子スペシャル 黒い瞳（1999年）
  - ひかりのまち (2000年）
  - 丘をこえて（2001年）
  - 夏の約束（2002年）
  - そして明日から（2003年）
  - 六月のさくら（2004年）
  - うみのほたる（2005年）
  - 大麦畑でつかまえて（2006年）
  - そらぷち（2007年）
  - 歓喜の歌（2008年） - HTB開局40周年記念作品。
  - ミエルヒ（2009年）
  - 幸せハッピー（2012年）
  - 別に普通の恋（2013年）
  - UBASUTE（2014年）
- ★トモダチゲーム（2017年） - メ～テレ・KBC及び一部独立局との共同制作
- 三都IDOL物語（2016年） - メ～テレ・KBCとの共同制作
- ★◎HTB開局50周年ドラマ『チャンネルはそのまま!』（2018年） - 道外の放送局でも放送された。
- ★◎HTB開局55周年ドラマ『弁当屋さんのおもてなし』（2023年） - 同上
- ススキノ・インターン〜マーケ学生ユキナの、スナック立て直し記〜（2025年）

#### 特別番組
- ★人間ビジョンスペシャル（毎年2月にサンデープレゼントで全国ネット放送。ただし2006年はローカル放送）
- TOYOTA BIG AIR （毎年2月に全国ネット放送。1997年 - 2014年）
- ★さっぽろ雪まつり関連の特番（当初バラエティ→後にドラマスペシャル。全国ネット。その後TOYOTA BIG AIRの特番に事実上移動）
- 我が家に地デジがやってきた（NHK札幌、HBC、STV、TVH、UHBと共同制作・同時放送）
- HTB開局40周年記念「〜ありがとう40年〜全部たしたら10時間!ユメミル広場に大集合!!」（開局40周年の開局記念番組）
- ★YOSAKOIソーラン祭り「ファイナルコンテスト」（2009年まで放送）※HD

BS朝日にサイマル放送していたほか、CS放送「テレ朝チャンネル」でも時差放送していた。
- ★旭山動物園日記（毎年2月にサンデープレゼントで全国ネット放送。2007年 - 2013年、全7作）※HD
- 北海道 朝まで生討論（年に1度放送、2010年 - 2016年、2015年からは「激論! どうする北海道」）
- ★ハナタレナックスEX-特別編 （毎年2月にサンデープレゼントで全国ネット放送、2015年 - 2019年、 ハナタレナックスの全国放送特番）
- みんなで道フェス!2019（NHK札幌、HBC、STV、TVH、UHBと共同制作・同時放送）
- ツール・ド・北海道（毎年10月に放送、2008年 - 2017年、2007年まではUHBで放送）

### テレビ朝日系列局制作・時差ネット番組
※特に表記のないものはテレビ朝日（旧：NETテレビ）制作。
- キカイダー01
- パンポロリン
- はじめ人間ギャートルズ（朝日放送制作）
- 勇者ライディーン
- 燃えろアタック
- 超攻速ガルビオン
- 超力ロボ ガラット
- あまから問答[注釈 44]
- セイシュンの食卓（途中打ち切り）[56]
- アッコの泣かしたろか!?
- 新時代の中小企業
- 破裏拳ポリマー
- 雛かっぱー（途中打ち切り）
- おかずのクッキング（2000年9月に打ち切り）
- ボボボーボ・ボーボボ（2005年4月に打ち切り）
- GIRLS A GOGO!
- 金之玉手箱（朝日放送制作）
- カーグラフィックTV
- あたしンち 第1期（2007年3月に打ち切り）
- きになるオセロ（朝日放送制作）
- クイズ!紳助くん（朝日放送制作、2008年にネット打ち切り）
- 爆笑問題の検索ちゃん
- ガンパレード・オーケストラ
- 黒神 The Animation
- 秘密結社鷹の爪 カウントダウン（テレビ朝日とTBS系 毎日放送・静岡放送の共同制作）
- ビーバップ!ハイヒール（朝日放送制作）
- 桜2号（朝日放送制作）
- ブラマヨとゆかいな仲間たち アツアツっ!
- さまぁ〜ず×さまぁ〜ず
- アドレな!ガレッジ
- 快感MAP
- 堂本剛の正直しんどい
- ナンだ!?
- パパパパパフィー
- 国分太一・美輪明宏・江原啓之のオーラの泉
- すくいず!
- マチャミナイト ガチンコ視聴率バトル 私がPだ!
- LEADER'S HOW TO BOOK ジョーシマサイト
- 草野☆キッド
- THE STREET FIGHTERS
- Can!ジャニ（不定期）
- Future Tracks→R
- 資格図鑑（朝日放送制作）
- ソフトくりぃむ
- ゴリゴリくりぃむ
- 大人の山歩き-自分に出会える百名山-
- LIFE〜夢のカタチ〜（朝日放送制作）
- 藤井陣内のザ・レジェンド（朝日放送制作）
- 恋愛百景
- 世界の車窓から
- ももクロChan〜Momoiro Clover Z Channel〜
- ココ掘れキッズのおしえてMAP（テレビ朝日・北陸朝日放送の共同制作）
- ウドちゃんの旅してゴメン（メ〜テレ制作）
- ザキロバ!アシュラのススメ（メ～テレ制作）
- タイガーマスクW
- 『ぷっ』すま
- イッテンモノ
- 渡辺篤史の建もの探訪
- タイガーマスクW
- 侃侃諤諤（不定期）
- 伯山カレンの反省だ!!
- アグレッシブですけど、何か?（広島ホームテレビ制作）
- ピエール瀧のしょんないTV（静岡朝日テレビ制作）
- 走れ!山笠（九州朝日放送制作）
- 夜の巷を徘徊する→夜の巷を徘徊しない
- 松本家の休日（朝日放送テレビ制作）
- キングコングのあるコトないコト（メ～テレ制作）
- ザキロバ!アシュラのススメ（メ〜テレ制作）
- もう少し、嫌な奴（朝日放送制作）
- 1個だけイエロー（メ～テレ制作）
- サイレントサイレンと。（福島放送制作）
- バナナドライ部
- 聞きにくい事を聞く
- DRAGON CHEF 2021～サバイバルラウンド～（金曜 1:20 - 1:50（木曜深夜））
- さまぁ〜ず論（土曜 0:15 - 0:35（金曜深夜））
- NEWニューヨーク（土曜 0:35 - 0:55（金曜深夜））
- 霜降りバラエティ（金曜 0:50 - 1:20（木曜深夜））
- かまいガチ（金曜 0:50 - 1:20（木曜深夜）、同日時差ネット）※2022年4月より水曜 23:15 - 23:45（ネットワークセールス）
- 錦鯉の泳いでいくゼ!（土曜 13:26 - 13:56他、朝日放送テレビ制作）
- とろサーモンのクズメンタリー（水曜 1:20 - 1:50（火曜深夜）、九州朝日放送制作）
- あざとくて何が悪いの?（日曜 23:55 - 翌0:25、ローカルセールス同時ネット、2022年10月に打ち切り）
- タモリ倶楽部（水曜 0:50 - 1:20（火曜深夜））
- 爆問×伯山の刺さルール!（日曜 0:00 - 0:30（土曜深夜））
- 福岡恋愛白書（年1回、九州朝日放送制作）
- テレビ千鳥（日曜 23:55 - 翌0:25）

### HTBへ移行したABC制作番組
- 新婚さんいらっしゃい!（この番組のみ2022年現在も継続・放送中）
- 夫婦善哉（末期の半年間のみ）
- シャボン玉プレゼント
- 必殺シリーズ（HTB移行時は『必殺必中仕事屋稼業』の第14話「招かれて勝負」の回から）
- プロポーズ大作戦
- はじめ人間ギャートルズ
- 霊感ヤマカン第六感（1977年4月2日から放送再開。再開当初から1979年9月29日までは土曜 9:30 - 10:00に放送。1979年10月3日以降は同時ネット[57]）

### 腸捻転解消後にHBCへ移行したMBS制作番組
- 仮面ライダーシリーズ（HTBでは『――アマゾン』最終話まで放送。再放送はHBCでも実施。テレ朝製作の平成・令和シリーズはHTBで放送中）
- まんが日本昔ばなし（HBCでは1976年1月からネット開始）
- 野生の王国（HTB開局前もHBCで放送していた。一時中断して『ランデブークイズ・ペアでハッスル』を放送した期間あり）
- 八木治郎ショー（腸捻転解消よりも早くHBCで1970年1月3日から1971年8月28日まで放送[58]。HTBでは1971年9月4日から1975年3月29日まで放送[59]）
- がっちり買いまショウ
- 生きものばんざい

『ヤングおー!おー!』は腸捻転解消よりも早く1974年4月からHBCへ移行した。（1969年7月放送開始。同年9月で途中打ち切り後、1973年10月にネット再開し、1974年3月までHTBで放送）
『アップダウンクイズ』は腸捻転時代、地域限定ネットワークセールスであり、ANNシングルネット局であっても同時期に開局した広島ホームテレビと共に一社提供スポンサーであるロート製薬の推薦を受けることが出来なかった事情もあり、ネットすることが不可能だった。その時間帯はNETの遅れネット番組やフジテレビ系のアニメ番組を、UHB開局後はドラマ『闘え!ドラゴン』等、東京12チャンネルの番組を放送していた。解消後のネットチェンジ以降になってHBCで放送開始。

### UHB開局まで放送されたフジテレビ制作番組
※一部開局後しばらく放送されていたものも含む。
- アンデルセン物語
- スペクトルマン
  - いずれも本来は前述の通り非ネットにならざるを得なかった『アップダウンクイズ』の時間帯に該たる日曜19:00〜19:30に放送。

### TVh開局まで放送されたテレビ東京制作番組
- 奥さん!2時です（1972年4月10日より同時ネットで放送。1974年3月22日で打ち切り[60]。木曜・金曜は当時の東京12チャンネル制作、月曜 - 水曜はMBS制作）
- ハレンチ学園（本放送終了後、1971年4月2日のみ金曜 18:15 - 18:45に、1971年4月9日 - 9月24日は金曜 18:10 - 18:40に放送[61]）
- ワンパク番外地（本放送終了後、1971年10月1日から1972年1月7日まで金曜 18:10 - 18:40に放送[62]）
- きんきんケロンパ歌謡曲（1972年10月7日より土曜 17:20 - 17:45に放送。1973年3月31日で打ち切り[63]）
- なつかしの歌声（第2期のみ、1973年10月14日 - 1974年1月6日は日曜 0:19 - 0:49（土曜深夜）[注釈 45]に、1974年1月11日 - 3月29日は金曜 22:30 - 23:00に放送[64]。第1期はHBCで放送[65]）
- 闘え!ドラゴン（日曜 19:00 - 19:30）
- まいっちんぐマチコ先生（土曜 6:30 - 7:00[66]）
- キャプテン翼（第1作のみ、1983年11月12日 - 1984年9月29日は土曜 6:30 - 7:00に、1984年10月5日 - 1986年5月9日は金曜 17:30 - 18:00に放送[67]。第2作はUHBで、第3 - 4作はTVhでそれぞれ放送）
- 演歌の花道（途中打ち切り）
- 土曜競馬中継（札幌・函館開催の時は『HTB土曜競馬中継』として独自放送）
- まんが 水戸黄門
- 独占!男の時間（日曜 0:05 - 1:00（土曜深夜）[68]）
- Oh!ファミリー（本放送終了後、1987年8月31日 - 10月15日の月曜 - 木曜 17:00 - 17:30に放送[69]）
- ハロー!レディリン（土曜 7:30 - 8:00[70]）

### TVh開局後に放送されたテレビ東京制作番組
実質再放送を除く。
- 蒼穹のファフナー（火曜 ‐ 金曜 1:50 - 2:20（月曜 ‐ 木曜深夜））
- 異世界美少女受肉おじさんと（水曜 1:50 - 2:20（火曜深夜））

### 開局時に他局で放送されていたNET（現・テレビ朝日）系列局制作番組
- 象印スターものまね大合戦（1968年11月3日開局から同年12月29日まではHBCと並列で放送。HBCは日曜 10:00 - 10:30に遅れネット、HTBは同時ネット。1969年1月5日よりHTBに一本化[71]）
- ダイビングクイズ（MBS制作・STVで放送。1970年4月よりHTBへ移行）
- ナショナルゴールデン劇場（HBCでは1970年末まで放送。1971年よりHTBへ移行）
- モーニングショー（HBCで放送・開局後も1969年3月28日まで引き続き放送していた。1969年3月31日よりHTBへ移行。現在は『羽鳥慎一モーニングショー』のタイトルで放送中）

### 日本テレビ制作番組
実質再放送を除く。
- 戦え!超ロボット生命体トランスフォーマー
- 戦え!超ロボット生命体トランスフォーマー2010
- トランスフォーマー ザ☆ヘッドマスターズ
- トランスフォーマー 超神マスターフォース
- 戦え!超ロボット生命体 トランスフォーマーV
- イケ麺そば屋探偵〜いいんだぜ!〜

### TBSテレビ制作番組・腸捻転解消後に放送されたMBS制作番組
実質再放送を除く。
- 進撃の巨人 Season1・2（毎日放送製作[注釈 28]）

※腸捻転時代以来となるMBS製作の番組だが、ネットワーク形態はUHFアニメ形式である。
- シドニアの騎士シリーズ（火曜 ‐金曜 1:50 - 2:20（月曜 ‐ 木曜深夜）、毎日放送製作）[注釈 46]
- 蒼穹のファフナー EXODUS（火曜 - 水曜 1:50 - 2:20（月曜深夜 - 火曜深夜）、毎日放送製作）
- 少女☆歌劇 レヴュースタァライト（木曜 1:50 - 2:20（水曜深夜））
- アサルトリリィ BOUQUET

### 系列外局・プロダクション等制作番組
- VIDEO JAMシリーズ（CBS・ソニーグループ制作）[注釈 47]
- saku saku（tvk制作、2005年9月にネット打ち切り、2009年10月よりSTVで放送）
- クイズハッピーチャンス（tvk制作）
- パペットマペットのサイエンスでしょ!?（tvk制作）
- Channel-a（tvk制作）
- 音楽缶（tvk製作、不定期放送[注釈 48]）
- billboard TOP40（tvk制作）
- ヨーロッパ企画の暗い旅（KBS京都制作）
- 戦国鍋TV 〜なんとなく歴史が学べる映像〜（tvk、チバテレ、テレ玉、サンテレビ制作）
- TV・局中法度!（tvk、チバテレ、テレ玉、サンテレビ制作）
- 白い恋人（石屋製菓制作） - 同名菓子の発売30周年記念に制作されたスペシャルアニメ。BS朝日でも放送された。
- バナナ炎（バナナ炎パートナーズ制作）
- バカヂカラ（Sony Music制作）
- 笑うてっぱんシアター（Sony Music制作）
- キャワコレTV（Sony Music制作）
- TAXMEN（Sony Music制作）
- 真弓＆勝成のExpert GOLF（サンテレビ制作）
- 四季の釣り（サンテレビ制作）
- バナナステーキ（バナナステーキ製作委員会制作）
- エビ中の永遠に中学生（仮）・エビ中の永遠に中学生（仮）2（エビ中の永遠に中学生(仮)製作委員会制作）
- 明治東亰恋伽（ドラマ/映画「明治東亰恋伽」製作委員会）
- 攻殻機動隊ARISE ALTERNATIVE ARCHITECTURE（プロダクション・アイジー制作）
- びったれ!!!（tvkなど10局共同製作）
- 今夜野宿になりまして（tvk他東名阪ネット6加盟局製作）
- 伊集院光のばらえてぃーばんぐみ（ホリプロ・ポニーキャニオン製作）
- 千原ジュニアの映画製作委員会（日活制作）
- いちばん暗いのは夜明け前（フォーサイド・ドット・コム制作）
- ヴァイオレット・エヴァーガーデン（朝日放送グループのABCアニメーションが製作参加）
- グラップラー刃牙 「バキ」(第2作) / 範馬刃牙（第3作、火曜 1:50 - 2:20（月曜深夜））
- BanG Dream! 3rd Season（TOKYO MX制作）[注釈 49]
- 白猫プロジェクト ZERO CHRONICLE
- ポプテピピック
- ギャルと恐竜
- D4DJ First Mix[注釈 50]
- ゆるキャン△シリーズ[注釈 51]
- 怪病医ラムネ
- スライム倒して300年、知らないうちにレベルMAXになってました（火曜 1:20 - 2:20 （月曜深夜）、BS11・AT-X共同製作）
- 超特急と行く!食べ鉄の旅 マレーシア編（土曜 6:00 - 6:30、バップ製作）
- かげきしょうじょ!!（木曜 1:50 - 2:20（水曜深夜））
- 現実主義勇者の王国再建記（火曜 1:50 - 2:20（月曜深夜））
- ぼくたちのリメイク（水曜 1:20 - 1:50 （火曜深夜））
- D_CIDE TRAUMEREI THE ANIMATION（火曜 1:20 - 1:50 （月曜深夜））
- キングオブモルックのモルック大作戦!!（月曜 1:20 - 1:50（日曜深夜）、TOKYO MX制作）
- スコーピオン season2（土曜 1:15 - 2:15（金曜深夜））※二ヶ国語放送
- かぎなど（水曜 3:50 - 3:55（火曜深夜））
- アサルトリリィ ふるーつ（木曜 3:50 - 3:55（水曜深夜））
- 先輩がうざい後輩の話（金曜 1:50 - 2:20（木曜深夜））
- 虹のコンキスタドールが本気出しました!?（火曜 1:20 - 1:50（月曜深夜）、BS11・キングレコード共同制作）
- ポプテピピック 再放送（リミックス版）（金曜 1:50 - 2:20（木曜深夜））
- 現実主義勇者の王国再建記 第二部（木曜 1:55 - 2:25（水曜深夜））
- うたわれるもの 偽りの仮面（火曜 1:55 - 2:55（月曜深夜））※2話連続放送
- 組長娘と世話係（火曜 1:55 - 2:25（月曜深夜）、TOKYO MX制作）
- 黒の召喚士 season2（木曜 1:55 - 2:25（水曜深夜））
- どすこい すしずもう（月曜 1:35 - 1:40（日曜深夜））
- 銀の匙 season1（金曜 1:55 - 2:25（木曜深夜）、フジテレビ製作[注釈 52]）
- てっぺんっ!!!（水曜 1:55 - 2:25（火曜深夜）、TOKYO MX制作）
- ExtremeHearts（火曜 1:55 - 2:25（月曜深夜）、TBSテレビ制作）
- うたわれるもの 二人の白皇（火曜 2:25 - 2:55（月曜深夜））
- ラランド「有象無象SHOW」（水曜 1:20 - 1:50（火曜深夜）、テレビ神奈川制作）
- ポプテピピック 第3シーズン（水曜 2:25 - 2:55（火曜深夜））
- デッドマウント・デスプレイ（木曜 1:55 - 2:25（水曜深夜））
- 農民関連のスキルばっか上げてたら何故か強くなった。（木曜 2:10 - 2:40（水曜深夜））
- S.W.A.T. season2（土曜 1:15 - 2:15（金曜深夜））※二ヶ国語放送
- サバンナ高橋の、サウナの神さま（月曜 0:55 - 1:25（日曜深夜）、TOKYO MX制作）
- ニューヨークと蛙亭のキット、くる!!（火曜 1:20 - 1:50（月曜深夜）、テレビ神奈川制作）
- 負けるな!熱血ハナコのお笑い部（火曜 1:55 - 2:25（月曜深夜）、テレビ埼玉制作）
- ナイトシフト 真夜中の救命医（土曜 1:15 - 2:15（金曜深夜））※二ヶ国語放送
- おとなりに銀河（火曜 2:25 - 2:55（月曜深夜））
- ワールドダイスター（月曜 1:45 - 2:15（日曜深夜））
- カミナリのチャリ旅!（木曜 1:55 - 2:25（水曜深夜）、とちぎテレビ制作）
- UniteUp!（日曜 2:30 - 3:00（土曜深夜））
- AYAKA -あやか-（火曜 1:55 - 2:25（月曜深夜）、フジテレビ製作）
- 狩野英孝のクセうまラーメン（火曜 2:25 - 2:55（月曜深夜）、ザ・ワークス制作）
- 天国大魔境（日曜 2:35 - 3:05（土曜深夜）、毎日放送制作）
- BanG Dream! It's MyGO!!!!!（月曜 1:45 - 2:15（日曜深夜）、TOKYOMX製作）
- 冒険者になりたいと都に出て行った娘がSランクになってた（金曜 2:30 - 3:00（木曜深夜）、群馬テレビ制作）
- 異修羅（木曜 1:55 - 2:25（水曜深夜））
- 結婚指輪物語（金曜 2:30 - 3:00（木曜深夜）、BS11・AT-X共同制作）
- We are STARDOM!!～世界が注目！女子プロレス～（月曜 2:05 - 2:35（日曜深夜））
- 私の推しは悪役令嬢。（日曜 2:35 - 3:05（土曜深夜））
- スナックバス江（月曜 1:45 - 2:15（日曜深夜））
- U字工事の旅!発見（火曜 1:55 - 2:25（月曜深夜）、とちぎテレビ制作）
- 夜のクラゲは泳げない（火曜 2:25 - 2:55（月曜深夜）、関西テレビ制作）
- ワンルーム、日当たり普通、天使つき。（木曜 1:55 - 2:25（水曜深夜）、関西テレビ制作）
- Solliev0（日曜 2:35 - 3:05（土曜深夜））
- ダイアンのガチで!ごめんやす（土曜 1:25 - 1:55（金曜深夜）、群馬テレビ制作）
- 蒼穹のファフナー（火曜 1:55 - 2:25（月曜深夜）、再放送）
- ダンジョンの中のひと（火曜 2:25 - 2:55（月曜深夜）、毎日放送制作）
- 異世界失格（水曜 2:25 - 2:55（火曜深夜））
- 逃げ上手の若君（木曜 1:55 - 2:25（水曜深夜）、TOKYO MX・BS11共同制作）
- 時々ボソッとロシア語でデレる隣のアーリャさん（金曜 1:55 - 2:25（木曜深夜））
- 黄昏アウトフォーカス（日曜 2:35 - 3:05（土曜深夜）、BSフジ制作）

## ネット配信
- 「hod」（エイチ・オー・ディー）のサービス名で、『水曜どうでしょう』、『おにぎりあたためますか』などHTBの番組の動画配信サービスを実施している。2012年（平成24年）4月2日から2022年（令和4年）1月までは、スキルアップジャパンのPaaS型動画配信プラットフォーム「ULIZA」を使用した「HTB北海道 on デマンド」の名称であったが[72]、2022年（令和4年）2月1日より自社で開発した動画プラットフォームを使用した「hod」に改められた[25]。「HTB北海道 on デマンド」時代を含めると、テレビ朝日系列局ではテレ朝BBに次ぐ歴史を持っている。
- 自社制作番組の他社へのコンテンツ配信も盛んで、50周年記念ドラマ『チャンネルはそのまま!』がNetflixで独占配信となった他、『水曜どうでしょう』はNetflixとU-NEXT、『ドラバラ鈴井の巣』はAmazon Prime Video、『おにぎりあたためますか』もU-NEXTで動画配信を展開している。2024年4月、『錦鯉が行く!のりのり散歩』がHTBの番組として初めて、TVerでの見逃し配信がされるようになった[73]。
- 公式YouTubeチャンネルにて、道内で放送されたニュースやバラエティ、YouTube向けに撮影された企画等の配信も近年行っている。

## アナウンサー
入社年順に表記。

### 一覧

#### 男性
- 2001年 - 林和人（アナウンス部長、元：高知さんさんテレビアナウンサー）
- 2009年 - 菊地友弘、依田英将
- 2014年 - 五十幡裕介
- 2022年 - 藤澤達弥（元：山口放送アナウンサー）
- 2024年 - 段木涼太（元：福島テレビアナウンサー）

#### 女性
- 2003年 - 森さやか
- 2007年 - 大野恵
- 2013年 - 室岡里美
- 2017年 - 土屋まり、福永裕梨
- 2021年 - 田口彩夏、森唯菜
- 2023年 - 福地妃菜美

### 異動・退社
※五十音順

〇はアナウンス部長経験者。●は故人。

#### 男性
- 1968年
  - 小野塚勝〇 （ - 2008年、元アナウンス部長⇒元報道局長⇒元解説委員、元：HBCアナウンサー）
  - 木島豊[注釈 53]（元アナウンス室長[74]、元：HBCアナウンサー）
- 1969年
  - 菅原安信[75]●（ - 1993年、編成部長・製作部長[76]なども務めた、元：HBCアナウンサー、2013年3月に死去）
- 1978年
  - 長谷川宏和（ - 1998年、現：フリーアナウンサー）
- 1982年
  - 漣彰人（ - 2019年[注釈 54]）
- 1990年
  - 戸島龍太郎（ - 2003年、現：プロデュース部 プロデューサー）
- 1991年
  - 早坂淳（ - 1999年、テレビ大阪に移籍、現在は営業部）
  - 森田政仁（ - 1996年、フリーアナウンサーに転身）
- 1995年
  - 佐藤良諭〇（ - 2025年[77]、報道情報局報道部主幹兼務（前アナウンス部長）、元：熊本県民テレビアナウンサー→元：テレビ北海道アナウンサー）
- 1996年
  - 金子哲俊（現：営業局 イベント事業部 チーフマネージャー）
- 1998年
  - 遠藤雅也〇（ - 2017年、元アナウンス部長、元：CBCアナウンサー）
- 2000年
  - 鈴木淳一（ - 2002年、現：フリーアナウンサー）
  - 谷口直樹（ - 2025年6月）
- 2006年
  - 柳田知秀（ - 2017年9月、現：関西支社）
- 2014年
  - 福田太郎（ - 2025年3月、現：フリーアナウンサー）
- 伊原誠一[注釈 55]
- 遠藤行洋（エフエム富士、静岡朝日テレビに移籍後、静岡でフリーアナウンサー・静岡県議会議員として活躍した）
- 田口哲之[注釈 56]
- 原田俊夫[注釈 57]（報道部に異動となり、2007年12月で退社[78]）

#### 女性
- 1968年
  - 小田澄子[注釈 53][79]（9月入社 - 1970年10月、開局当初は唯一の女性アナウンサーだった[80]）
- 1970年
  - 鈴木照子（10月入社 - 1971年3月、嘱託[79]）
- 1974年
  - 松本祐子[81]●（ - 1979年、退社後はフリーアナウンサー。1991年4月、自宅マンションで殺害される[82]）
- 1975年
  - 中村尚美[注釈 53]（ - 1987年、現:先川尚美[83][84]）
- 1977年
  - 石森久子[注釈 58]●（1985年に朝日放送の岡野均と結婚。退社後、岡野久子として『おっちゃんVSギャル』に出演[85]）
- 1979年
  - 栗葉貴代子（退社後はフリーアナウンサーとして北海道内で活動）
- 1983年
  - 五十嵐いおり（ - 2003年、その後報道部に異動となり、2016年3月で退社[86]。現：フリーアナウンサー）
- 1984年
  - 清文枝[87]（ - 1989年、退社後はフリーアナウンサーとして、テレビ朝日などで報道番組のキャスターを担当[88]）
- 1989年
  - 竹内利美[注釈 59][89]（旧姓：牧野）
  - 松田亜紀子
  - 山分千栄子[90]（現:三浦千栄子）
- 1991年
  - 牧野美保（旧姓：山口、現：QVCナビゲーター）
- 1994年
  - 千葉めぐみ
  - 吉田みどり（ - 2008年10月、現：秘書室）
- 1996年
  - 小野優子（ - 2012年、他部署に異動後、2013年に退社）
  - 木内希[注釈 60][91]（ - 2002年、現在はフリーアナウンサー・城西国際大学講師）
- 1998年
  - 佐藤麻美（4月入社 - 2014年6月、その後編成部へ異動となり、2019年7月で退社。現：フリーアナウンサー）
  - 野村はづき（ - 2005年3月、現：フリーアナウンサー）
- 2000年
  - 村上亜希子（契約 - 2011年3月、2017年9月まで「イチオシ!」を担当、元：HBCアナウンサー、現：フリーアナウンサー）
- 2003年
  - 高木千晴[92]（現：フリーアナウンサー・元ジョイスタッフ所属）
- 2004年
  - 堀江尚美[注釈 61]（ - 2006年）
- 2005年
  - 山下由妃（契約 - 2008年、元：NHK鹿児島放送局・テレビ埼玉契約、現：フリーアナウンサー・圭三プロダクション所属）
- 2006年
  - 吉田理恵[注釈 62]（ - 2012年、現：フリーアナウンサー）
- 2008年
  - 石沢綾子（4月入社 - 2020年8月、現：フリーアナウンサー）
  - 国井美佐（4月入社 - 2020年1月、現：フリーアナウンサー）
- 2012年
  - 岸田彩加（4月入社 - 2013年9月、元：NHK室蘭放送局契約、元：テレビ埼玉アナウンサー、現：フリーアナウンサー）
  - 村田美紀（4月入社 - 2013年9月、元：NHK仙台放送局契約、元：テレビ山梨アナウンサー）
- 2013年
  - 高橋春花（ - 2024年3月）
  - 西野志海（4月入社 - 2016年6月、その後はテレビ東京アナウンサー（2022年退社）[93]）
- 植松緑[注釈 53]
- 栗原晶子
- 沢橋由美[注釈 63]
- 城ゆり[注釈 64]
- 花房みどり[注釈 53]

## 音声多重放送・字幕放送・データ放送
- アナログ放送での音声多重放送は、NTT中継回線の使用にかかるコストの問題などから、他の道内民放テレビ局と同様に札幌地区のみで実施していた。
- 地上デジタル放送では、放送対象地域内全域で音声多重放送が受信可能（地上デジタル放送の音声多重放送は2か国語放送、ステレオ2音声放送、5.1サラウンドを行わない限りモノラル音声でもステレオ放送の状態となっている）。
- 2008年（平成20年）2月からはテレビ朝日と[94]、2011年（平成23年）8月からは名古屋テレビ放送及び朝日放送（現：朝日放送テレビ）と[95]データ放送の通信コンテンツの相互リンクを実施している。

## ライブカメラ
北海道on天気ライブカメラと称して、以下の道内各地に設置。いずれもYouTubeで視聴可能。
- 札幌市内
- 旭川市内
- 釧路市内
- 函館市内、函館山からの撮影（YouTubeでは2016年（平成28年）4月27日から公開）

### 過去
- 新函館北斗駅（2016年（平成28年）2月23日 - 2016年（平成28年）4月27日の期間限定、マイクも併設されていて音声も聴取可能だった）

## 関連会社
- HTB映像（通称miruca）‐ 主に北海道テレビの番組を制作する番組制作会社。
- BgBee ‐ 番組の字幕やフリップ制作など北海道テレビの美術を一手に引き受ける。
- FMアップル - 豊平区のコミュニティ放送局。（送信所がHTB旧本社社屋の屋上にあった。詳細は、下記に記述。）

### 放送送信施設
| 周波数  | 放送局名                            | コールサイン | 空中線電力 | ERP | 放送対象地域           | 放送区域内世帯数 | 開局日       |
| ------- | ----------------------------------- | ------------ | ---------- | --- | ---------------------- | ---------------- | ------------ |
| 76.5MHz | エフエムとよひら 愛称「FMアップル」 | JOZZ1AJ-FM   | 20W        | 40W | 豊平区及び一部周辺地域 | 6万9610世帯      | 1997年4月7日 |

- 1997年2月12日に予備免許交付[97]、3月19日に本免許交付[98]。2018年10月10日、旧社屋上に置かれていた送信所が演奏所近隣の別のビルに移転[42]。

### 地方新聞社との結びつき
北海道テレビは、広大な北海道の広域性から、他の地域でいう都府県に当たる、多くの地方振興局（支庁）で、それぞれの地域別地方紙を発行していることを踏まえ、同局のホームページ・データ放送を利用して、各地方紙の記事のダイジェスト版を掲載している。提携している地方紙は次のとおり。

#### 道北エリア
- 日刊宗谷（宗谷総合振興局）
- 日刊留萌新聞（留萌振興局）
- 名寄新聞（上川総合振興局）
- 北都新聞（上川総合振興局）
- 道北日報（上川総合振興局）

#### 道央エリア
- あさひかわ新聞（上川総合振興局）
- 日高報知新聞（日高振興局）

#### 道東エリア
- 十勝毎日新聞（十勝総合振興局）
- 釧路新聞（釧路総合振興局）
- 根室新聞（根室振興局）

#### 道南エリア
- 苫小牧民報（胆振総合振興局）
- 室蘭民報（胆振総合振興局）
- 函館新聞（渡島総合振興局）

### 姉妹局
海外に5つの姉妹局がある。
- KATU-TV（ アメリカ合衆国・ポートランド (オレゴン州)）[100]
- KOMO-TV（ アメリカ合衆国・シアトル）[100]
- 黒竜江電視台（ 中国・ハルピン）[100]
- 太平洋放送公社（ ロシア・ウラジオストク）[100]
- サハリンTV（ ロシア・ユジノサハリンスク）[100]
- GTB江原民放（ 韓国・春川）[100]